# Bœrsch
Ne doit pas être confondu avec Charles Boersch.
Bœrsch (prononcé [bœʁʃ]  ; Bersch en alsacien) est une commune française située dans la circonscription administrative du Bas-Rhin et, depuis le 1er janvier 2021, dans le territoire de la Collectivité européenne d'Alsace, en région Grand Est.
Cette commune se trouve dans la région historique et culturelle d'Alsace.
Ses habitants sont appelés les Bœrschois(es).

## Géographie

### Localisation
Bœrsch est située dans le vignoble alsacien, dans une dépression d'un affluent de la rive gauche de l'Ehn, à environ 3 km au sud-ouest de Rosheim, comprenant Klingenthal et le hameau de Saint-Léonard. Le village fait partie du canton de Rosheim et de l'arrondissement de Molsheim. Bœrsch est également située à 30 km au sud-ouest de Strasbourg. Cette commune se situe sur la Route des Vins d'Alsace.  
Le village se trouve entre les villes de Rosheim et d'Obernai, non loin de Molsheim. Les villageois sont appelés les Bœrschois.

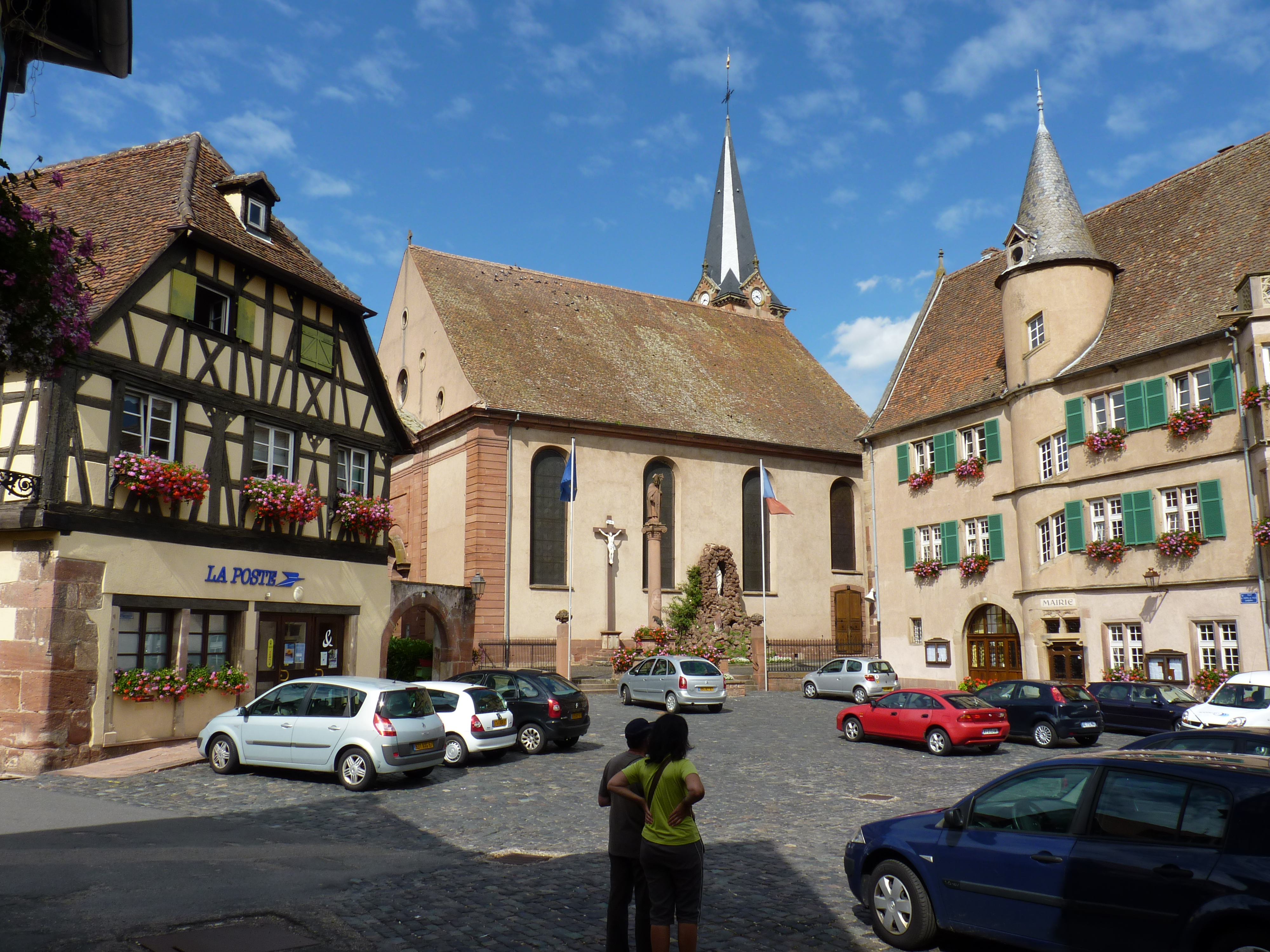
La place centrale du village.
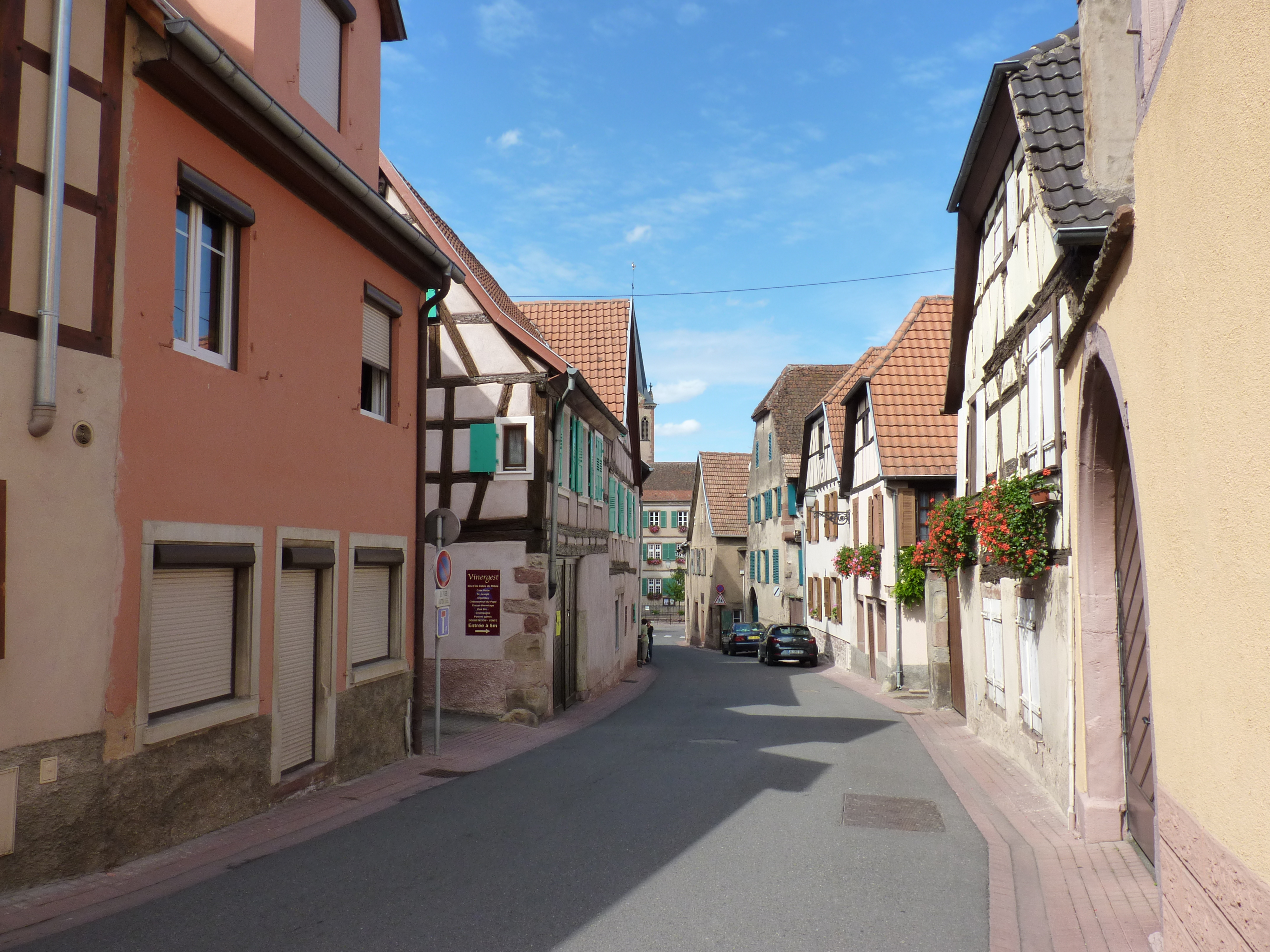
Ruelle avec ses maisons à colombages.

### Lieux-dits et écarts
- Klingenthal, célèbre pour sa manufacture d'armes blanches.
- Saint-Léonard, célèbre pour son atelier de marqueterie Spindler conçu au début du XXe siècle.

### Géologie et relief
- Hydrogéologie et climatologie : Système d’information pour la gestion de l’Aquifère rhénan :

Territoire communal : Occupation du sol (Corinne Land Cover); Cours d'eau (BD Carthage),
Géologie : Carte géologique; Coupes géologiques et techniques,
 Hydrogéologie : Masses d'eau souterraine; BD Lisa; Cartes piézométriques.
- Rapport 06/03/2023. Synthèse des principales informations relatives aux eaux souterraines pour la commune par le BRGM.

### Sismicité
Commune située dans une zone de sismicité modérée.
| Mollkirch    | Rosheim | Bischoffsheim |
| Grendelbruch | Bœrsch  |               |
|              | Ottrott | Obernai       |

### Intercommunalité
Commune membre de la Communauté de communes des Portes de Rosheim.

### Hydrographie
La commune est dans le bassin versant du Rhin au sein du bassin Rhin-Meuse. Elle est drainée par le ruisseau l'Ehn, le ruisseau la Magel, le ruisseau de Boersch, le ruisseau Eisenbach et le ruisseau Kalterbach,,.
L'Ehn, d'une longueur de 36 km, prend sa source dans la commune de Ottrott et se jette  dans l'Ill à Geispolsheim, après avoir traversé dix communes. 

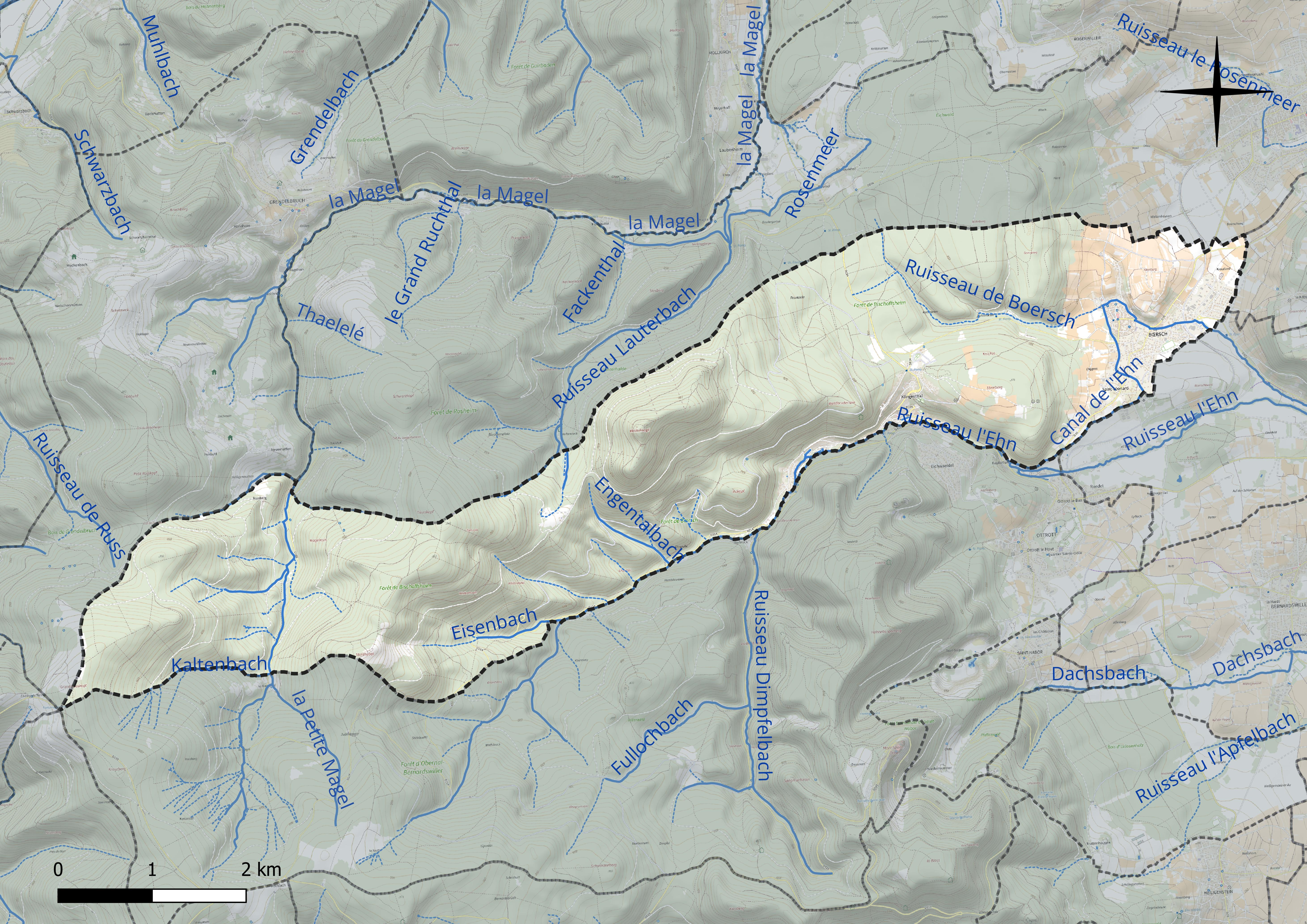
Réseau hydrographique de Boersch.

La Magel, d'une longueur de 17 km, prend sa source dans la commune de Ottrott et se jette  dans la Bruche à Heiligenberg, après avoir traversé sept communes. 

### Climat
Pour des articles plus généraux, voir Climat du Grand Est et Climat du Bas-Rhin.
En 2010, le climat de la commune est de type climat des marges montargnardes, selon une étude du Centre national de la recherche scientifique s'appuyant sur une série de données couvrant la période 1971-2000. En 2020, Météo-France publie une typologie des climats de la France métropolitaine dans laquelle la commune est exposée à un climat semi-continental et est dans la région climatique  Vosges, caractérisée par une pluviométrie très élevée (1 500 à 2 000 mm/an) en toutes saisons et un hiver rude (moins de 1 °C). 
Pour la période 1971-2000, la température annuelle moyenne est de 10,2 °C, avec une amplitude thermique annuelle de 17,6 °C. Le cumul annuel moyen de précipitations est de 758 mm, avec 9,6 jours de précipitations en janvier et 10,3 jours en juillet. Pour la période 1991-2020, la température moyenne annuelle observée sur la station météorologique de Météo-France la plus proche, « Le Hohwald_sapc », sur la commune du Hohwald à 12 km à vol d'oiseau, est de 8,8 °C et le cumul annuel moyen de précipitations est de 1 129,1 mm. 
La température maximale relevée sur cette station est de 35,6 °C, atteinte le 25 juillet 2019 ; la température minimale est de −20,5 °C, atteinte le 7 février 1991,,. 
Les paramètres climatiques de la commune ont été estimés pour le milieu du siècle (2041-2070) selon différents scénarios d'émission de gaz à effet de serre à partir des nouvelles projections climatiques de référence DRIAS-2020. Ils sont consultables sur un site dédié publié par Météo-France en novembre 2022.

## Urbanisme

### Typologie
Au 1er janvier 2024, Bœrsch est catégorisée ceinture urbaine, selon la nouvelle grille communale de densité à sept niveaux définie par l'Insee en 2022.
Elle appartient à l'unité urbaine de Bœrsch, une agglomération intra-départementale regroupant trois  communes, dont elle est ville-centre,,. Par ailleurs la commune fait partie de l'aire d'attraction de Strasbourg (partie française), dont elle est une commune de la couronne,. Cette aire, qui regroupe 268 communes, est catégorisée dans les aires de 700 000 habitants ou plus (hors Paris),.

### Occupation des sols

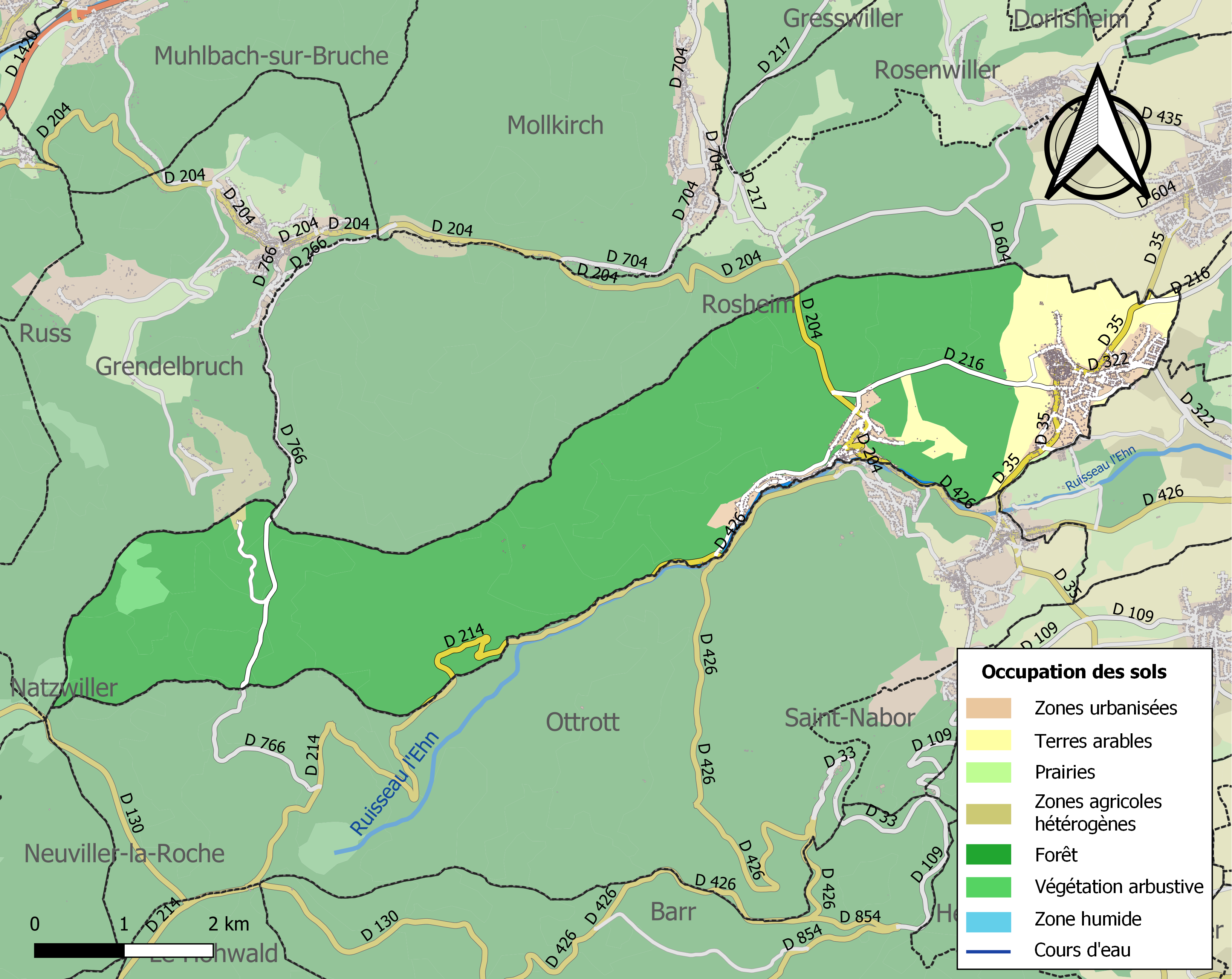
Carte des infrastructures et de l'occupation des sols de la commune en 2018 (CLC).

L'occupation des sols de la commune, telle qu'elle ressort de la base de données européenne d’occupation biophysique des sols Corine Land Cover (CLC), est marquée par l'importance des forêts et milieux semi-naturels (84,9 % en 2018), une proportion identique à celle de 1990 (84,9 %). La répartition détaillée en 2018 est la suivante : 
forêts (83,7 %), cultures permanentes (7,4 %), zones urbanisées (6,3 %), milieux à végétation arbustive et/ou herbacée (1,2 %), terres arables (1,1 %), zones agricoles hétérogènes (0,2 %), prairies (0,1 %).
L'IGN met par ailleurs à disposition un outil en ligne permettant de comparer l’évolution dans le temps de l’occupation des sols de la commune (ou de territoires à des échelles différentes). Plusieurs époques sont accessibles sous forme de cartes ou photos aériennes : la carte de Cassini (XVIIIe siècle), la carte d'état-major (1820-1866) et la période actuelle (1950 à aujourd'hui).

### Voies de communications et transports

#### Voies routières
- D216 vers Kingenthal.
- D322 vers Obernai.
- D35 vers Ottrott et Rosheim.
- D204 vers Oberhof - Molkirch.

#### Transports en commun

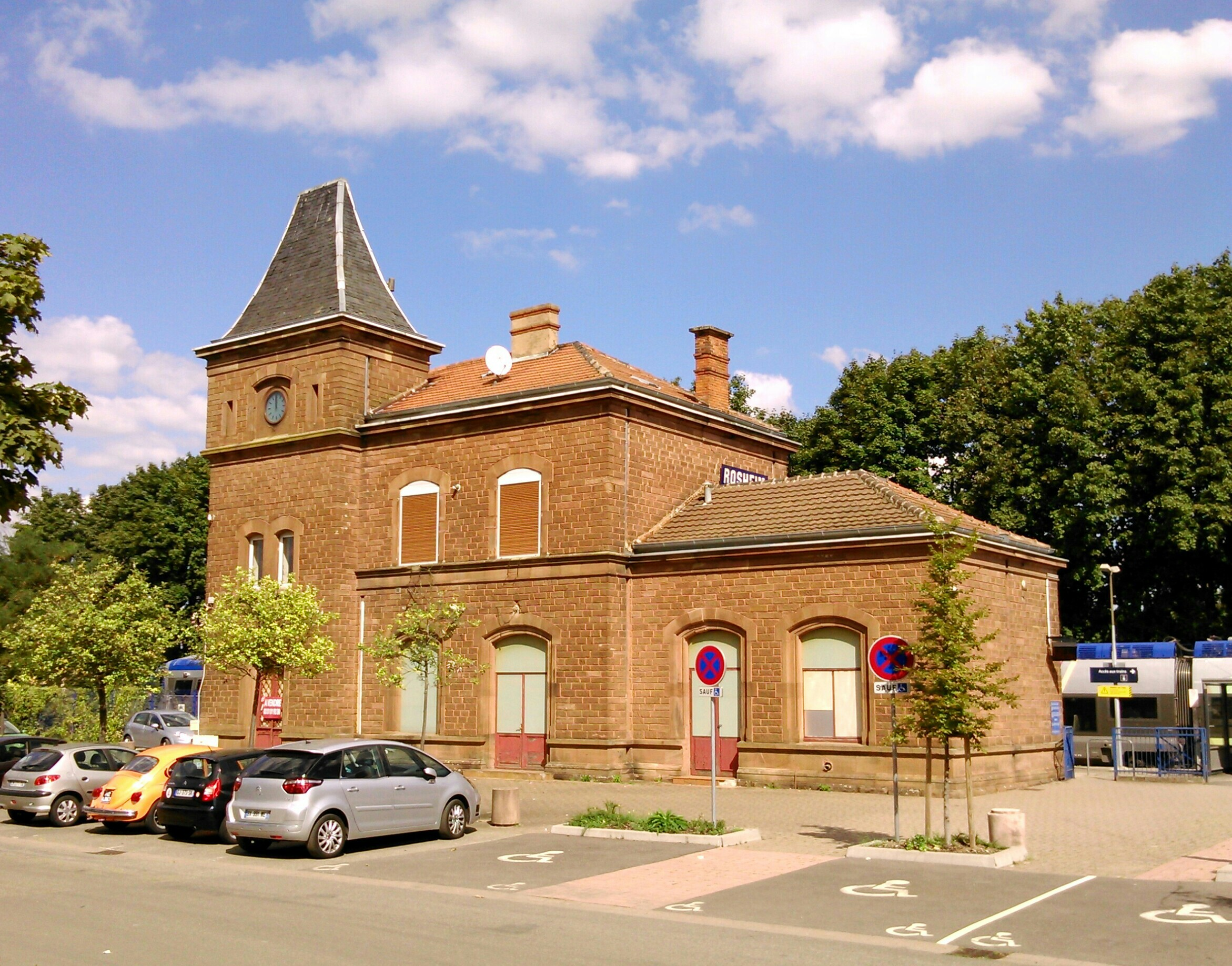
Gare de Rosheim.

- Transports en Alsace.
- Fluo Grand Est.

##### SNCF
- Gare d'Obernai
- Gare de Bischoffsheim
- Gare de Rosheim
- Gare de Goxwiller
- Gare de Gresswiller

## Toponymie
- Birsa, 1109 ;
- Bersa, 1187 ;
- Bœrsch, 1793 ;
- Beurche, 1934 ;
- Bœrsch, 1945.

## Histoire
Le village est mentionné pour la première fois en 1109 lors de la fondation de l'abbaye de Saint-Léonard. Très tôt, les chanoines de la cathédrale de Strasbourg y possèdent une cour dimière. Vers 1340, l'évêque de Strasbourg, Berthold de Bucheck, accorde le statut de ville à la localité et érige les fortifications de la cité.En 1385, Bœrsch est prise de nuit par le comte Henri III de Saarwerden, pillée, détruite et l'église brûlée. Par la suite, Guillaume II de Diest, évêque de Strasbourg (1394-1439), la gage plusieurs fois pour payer ses nombreuses dettes. En 1405 et 1406, il l’hypothèque à trois créanciers : au comte Philippe de Nassau - Saarwerden, à la Ville de Strasbourg et au Grand Chapitre. Finalement en 1423, l'évêque Guillaume, l'engage à la ville de Strasbourg, qui la garde jusqu'en 1464. En 1439 les époux Rumeler-Lawel et Anelin  fondent à Bœrsch un hospice pour héberger les pèlerins et voyageurs « pauvres et honnêtes ». Au Moyen Âge la cité est ravagée et pillée à plusieurs reprises. La seigneurie passe définitivement en 1466 à l'évêché du Grand Chapitre de la cathédrale de Strasbourg pour 1 000 florins, et ce jusqu'à la Révolution. Bœrsch connaît ensuite une période de prospérité, jusqu'à la guerre de Trente Ans (1618-1648). Bœrsch est pillée puis occupée par les troupes de Ernst von Mansfeld en 1622, puis par les Suédois en 1632. Sa population augmente ensuite régulièrement jusque vers 1830, puis régresse ensuite avec la fermeture de la manufacture d'armes blanches de Klingenthal et l'exode rural. La situation s'inverse vers 1960.

### Klingenthal (vallée des lames)
Klingenthal est un village situé sur la commune de Boersch. Il doit son nom à la grande manufacture royale d'armes blanches fondée en 1730. Louis XV fit venir à cette époque des ouvriers allemands de Solingen (Ruhr) près de Düsseldorf. Cette manufacture a été supprimée et remplacée ensuite par une fabrique d'armes blanches dites du commerce, ainsi que de faux et faucilles ; ces dernières égalaient en qualité celles de Styrie et leur étaient même supérieures pour ce qui concerne la fabrication. La localité de Klingenthal se développe autour de cette industrie. Jusqu'en 1736, Henri d'Anthès dirige l'entreprise qui cesse de fonctionner en 1751 par manque de commande de l'État. Durant les guerres de la Révolution et de l'Empire, la manufacture renaît à nouveau, mais victime de la révolution industrielle, la manufacture ferme en 1836. Par la suite, les entrepreneurs Coulaux font des bâtiments une fabrique d'aiguiserie de baïonnettes pour le service de la manufacture de Mutzig, une raffinerie de cuivre avec martinet et une fabrique de garance. L'entreprise ferme définitivement en 1962. La maison de la manufacture est aujourd'hui un musée qui tente de perpétuer le souvenir de cette florissante industrie. Dans les montagnes, derrière le Klingenthal, on trouve cachées au milieu des sapins qui les entourent de toutes parts, les ruines du château de Kagenfels ou Kagenbourg.

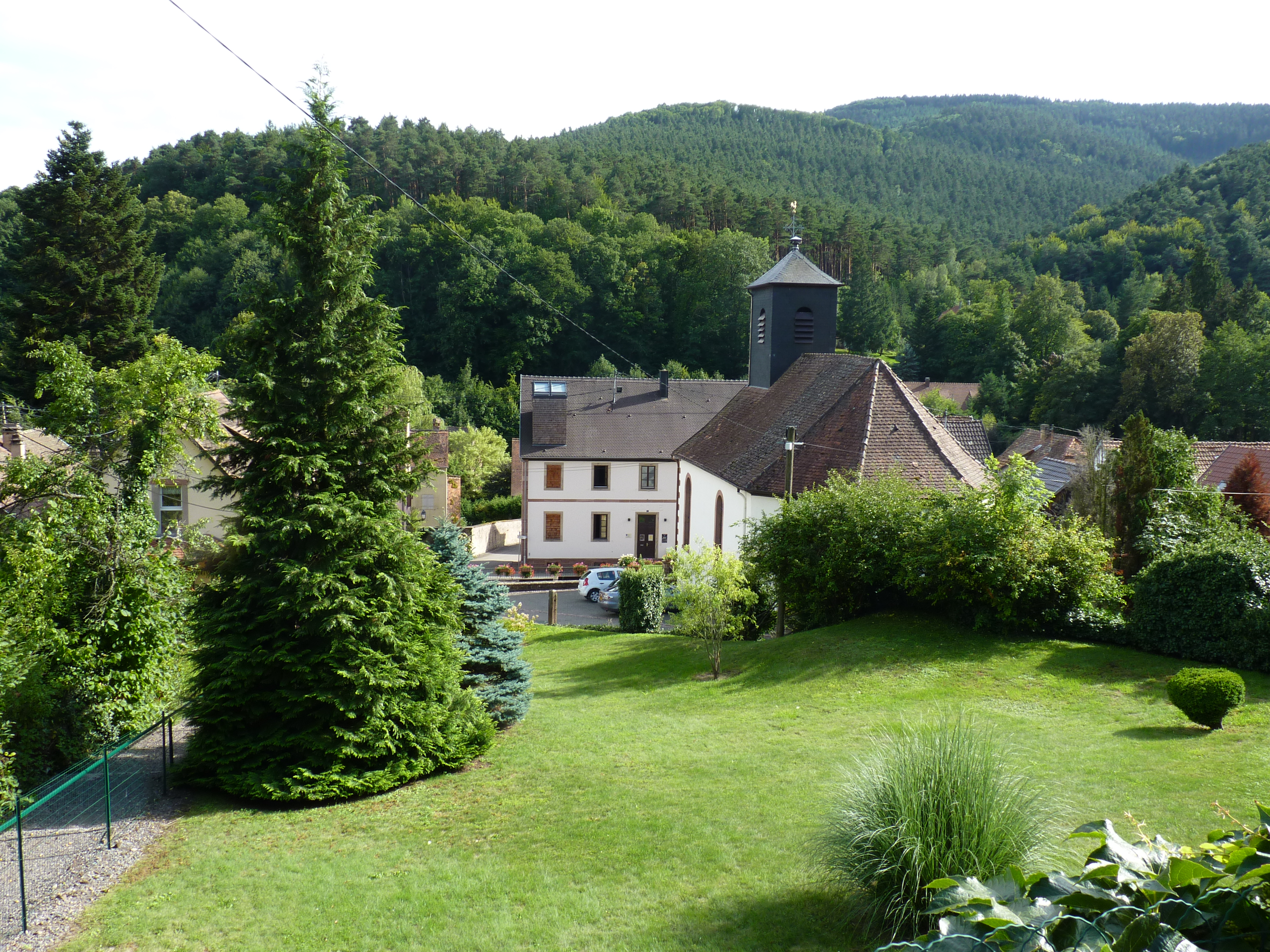
Vue sur l'église protestante et le centre de Klingenthal[24],[25], hameau de Bœrsch.
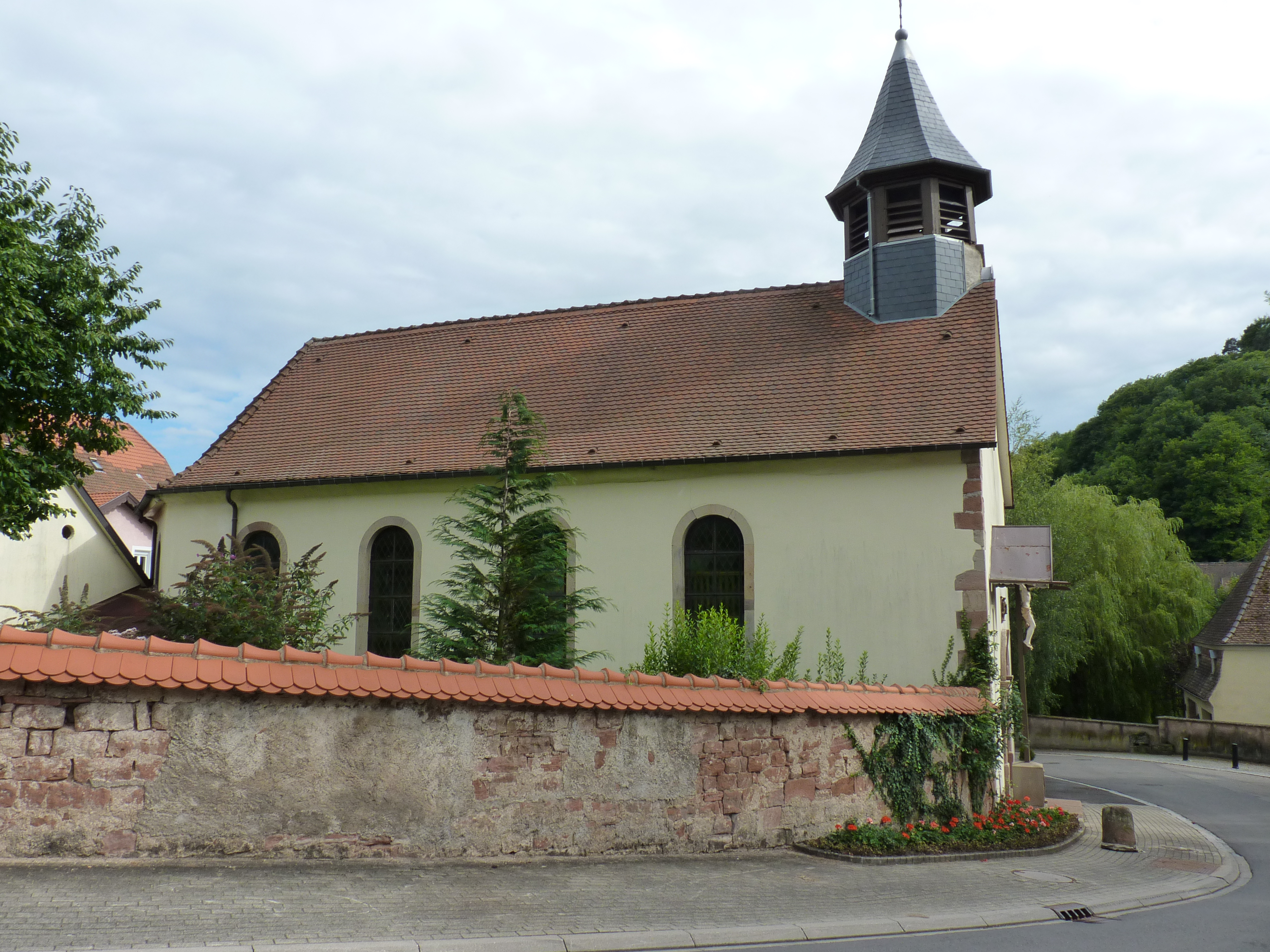
Église catholique Saint-Louis[26].
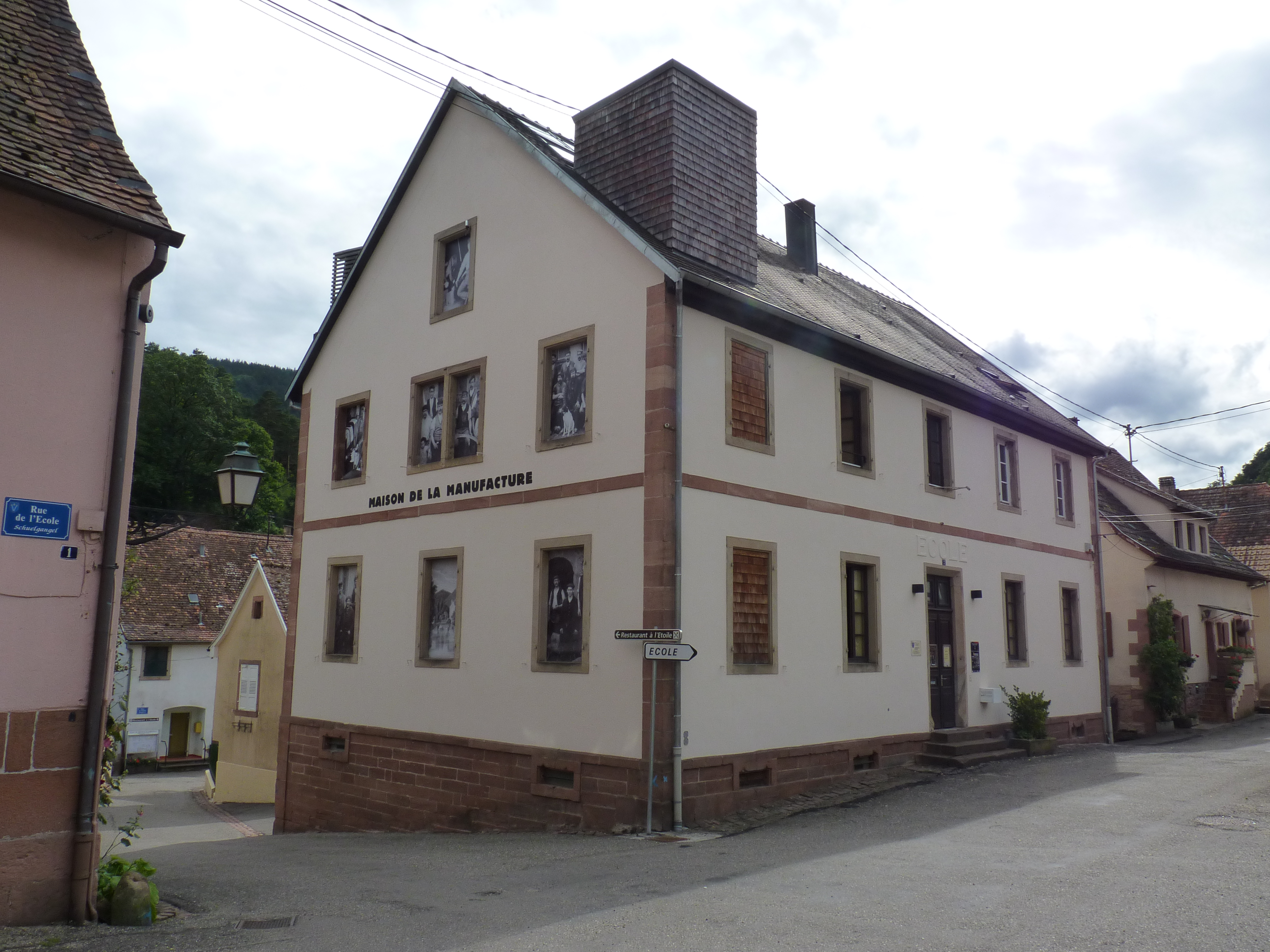
Ancienne école de Klingenthal transformée aujourd’hui en musée de la manufacture. Elle avait elle-même remplacé en 1872 une forge de la manufacture datant de 1740.

### Couvent bénédictin de Saint-Léonard
En 1109, un couvent de bénédictins est construit à Saint-Léonard, un hameau à 2 km de Bœrsch. D'après la légende, l'endroit était occupé par un ermite. La charte de fondation du couvent mentionne l'endroit  sous le nom de Berse ou Bersa. À peine un siècle après sa fondation, le couvent périclite. Il est remplacé vers 1215 par une collégiale de chanoines en provenance du chapitre de la cathédrale de Strasbourg. Pendant la guerre des paysans, le 19 avril 1525, la collégiale est attaquée par des paysans venant d'Altorf et de Dorlisheim auxquels se joignent quelques habitants de Bœrsch, mais aussi d'Obernai, de Bernardswiller, et d'Ottrott. Pendant la guerre de Trente Ans, ce sont les troupes suédoises d'Ernst von Mansfeld qui se livrent par deux fois aux pillages et aux profanations du couvent, la première fois en 1622 et la seconde fois en 1632. Lors de la première expédition suédoise, des chanoines sont même brûlés vifs. La peste sévit pendant six mois dans la région en 1633, décimant une partie importante de la population. Au XVIIIe siècle, malgré les diverses spoliations, les chanoines possèdent encore de nombreux biens à Innenheim, Bischoffsheim, Blaesheim, Entzheim, Duppigheim, Kintzheim, Auenheim (près de Kehl). À la Révolution, la collégiale, les maisons capitulaires, ainsi que les biens qui en dépendaient furent vendus aux enchères. L'orgue Silbermann est transféré à Ottrott-le-Haut et occupe maintenant l'église de cette ville. L'église du couvent est démolie et les pierres réutilisées pour la reconstruction  de l'église de Benfeld qui se trouvait en mauvais état. Le clocher en forme de bulbe est installé sur l'église d'Ergersheim. Avant la Première Guerre mondiale, Saint-Léonard devient un important centre culturel régional. Dans l'ancienne cour du chapitre se trouve un tableau de Charles Spindler, montrant la collégiale au XVIIIe siècle, d'après une estampe d'époque.

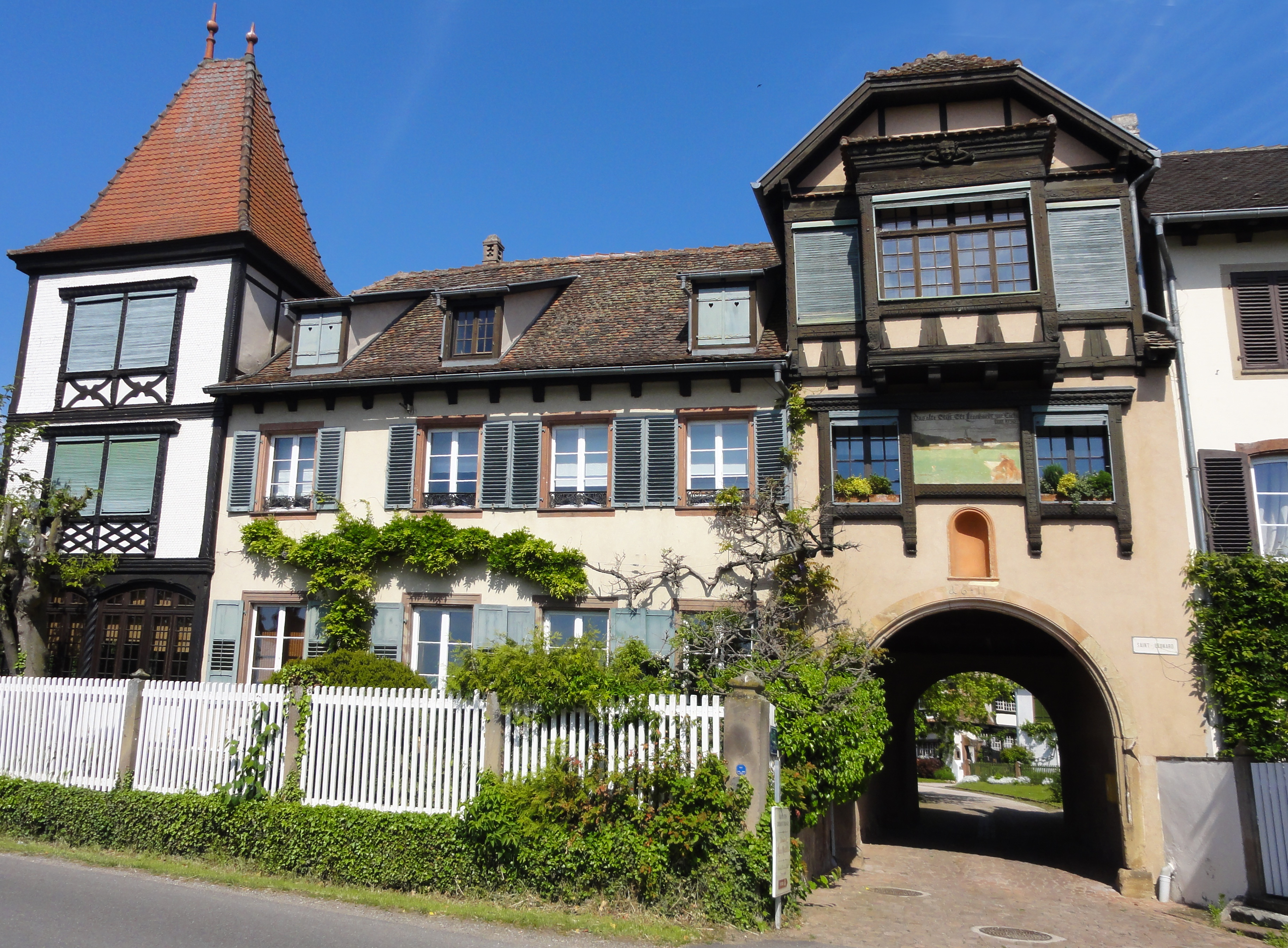
Entrée de la cour de l'ancien chapitre du couvent de Saint-Léonard.
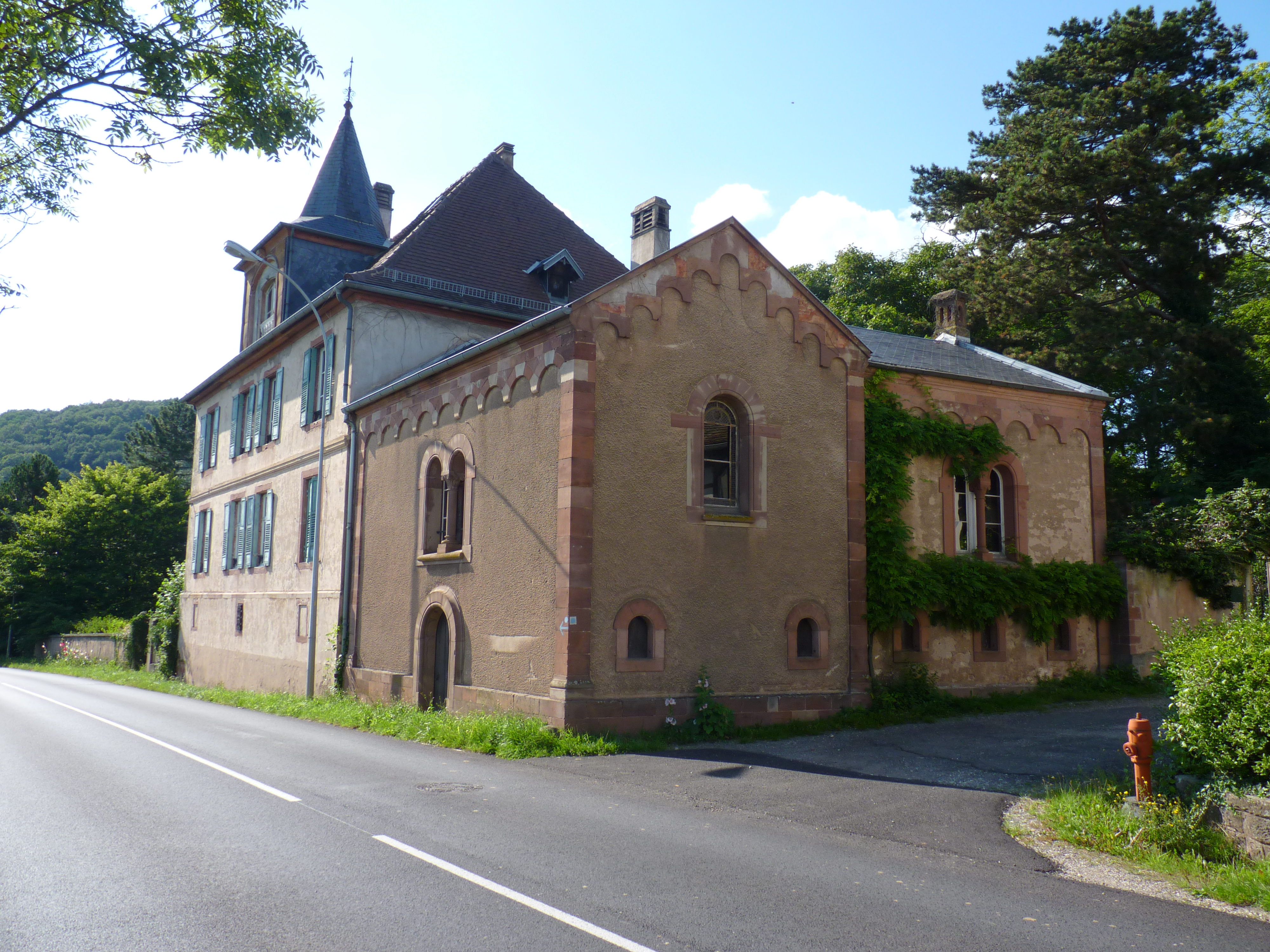
Vestiges de l'ancienne église (détruite) du couvent de Saint-Léonard.
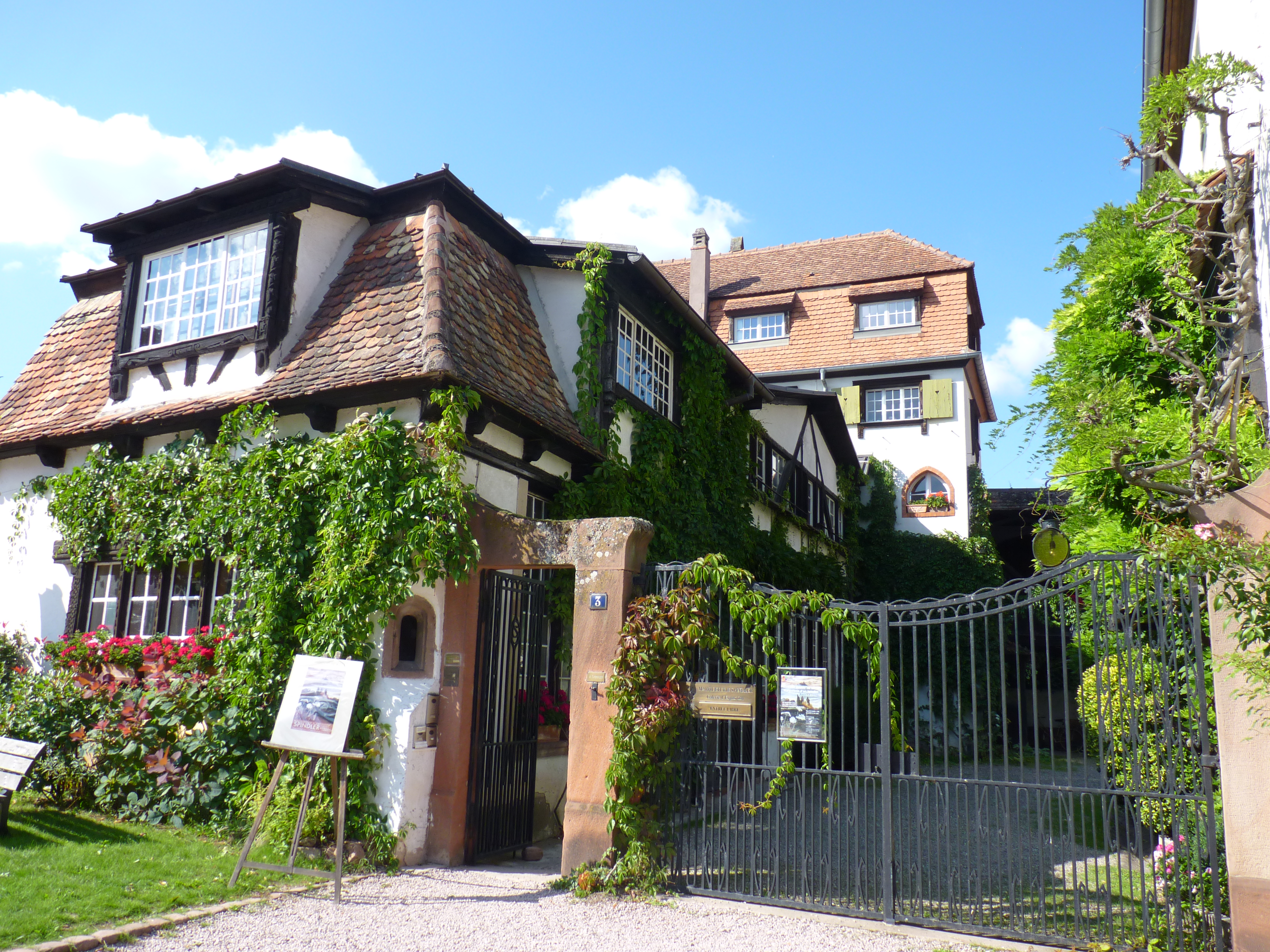
Foyer artistique de Saint-Léonard, ancienne maison de Charles Spindler.

### Héraldique
| Blason de Bœrsch | Blason  | D'azur aux deux perches adossées d'argent.                |
| Blason de Bœrsch | Détails | Armes parlantes (Barsch signifie « perche » en allemand). |

## Politique et administration

### Liste des maires
| Période                                  | Période                    | Identité                   | Étiquette       | Qualité |
| ---------------------------------------- | -------------------------- | -------------------------- | --------------- | --- |
| Les données manquantes sont à compléter. |                            |                            |                 | |
| 1805                                     | 1809                       | François Antoine Beck      |                 | |
| 1809                                     | 1811                       | François Antoine Streicher |                 | |
| 1811                                     | 1812                       | François Antoine Beck      |                 | |
| 1812                                     | 1813                       | André Müller               |                 | |
| 1813                                     | 1815                       | Simon Klein                |                 | |
| 1815                                     | 1830                       | Joseph Bartmann            |                 | |
| 1830                                     | 1848                       | Charles Georges Müller     |                 | Notaire |
| 1848                                     | 1861                       | François Antoine Sengel    |                 | |
| 1861                                     | 1866                       | Charles Georges Müller     |                 | |
| 1866                                     | 1867                       | Jean Jacques Lotter        |                 | |
| 1867                                     | 1872                       | Edmond Spindler            |                 | |
| 1872                                     | 1874                       | Joseph Beck                |                 | |
| 1874                                     | 1893                       | Ignace Bisch               |                 | |
| 1893                                     | 1910                       | Xavier Trautmann           |                 | |
| 1910                                     | 1919                       | Aloyse Sensenbrenner       |                 | |
| 1919                                     | 1940                       | Gustave Schmutz            | URD             | Agriculteur éleveur, propriétaire Conseiller général de Rosheim (1924 → 1934) Chevalier de la Légion d'honneur (1930) |
| Les données manquantes sont à compléter. |                            |                            |                 | |
| ca. 1953                                 |                            | Eugène Cordan              | UD-Ve           | |
| mars 1971                                | mars 2001                  | Gérard Lehmann (1934-2020) | UMP             | Chef d'entreprise, maire honoraire Vice-président de la CC du canton de Rosheim (1992 → 2001) |
| mars 2001                                | mai 2020                   | Philippe Meyer             | DVD puis UMP-LR | Professeur d'histoire-géographie Député du Bas-Rhin (6e circ.) (2020 → 2022) Conseiller général de Rosheim (2008 → 2015) Conseiller départemental de Molsheim (2015 → ) Vice-président du conseil départemental (2015 → 2020) 1er vice-président de la CC des Portes de Rosheim (2008 → 2020) Démissionnaire après sa désignation comme député |
| mai 2020                                 | En cours (au 22 juin 2020) | Colette Jung               |                 | Comptable retraitée |

### Budget et fiscalité 2021
En 2021, le budget de la commune était constitué ainsi :
- total des produits de fonctionnement : 1 659 000 €, soit 662 € par habitant ;
- total des charges de fonctionnement : 1 150 000 €, soit 459 € par habitant ;
- total des ressources d'investissement : 1 659 000 €, soit 662 € par habitant ;
- total des emplois d'investissement : 626 000 €, soit 250 € par habitant ;
- endettement : 2 244 000 €, soit 895 € par habitant.

Avec les taux de fiscalité suivants :
- taxe d'habitation : 19,49 % ;
- taxe foncière sur les propriétés bâties : 26,26 % ;
- taxe foncière sur les propriétés non bâties : 87,49 % ;
- taxe additionnelle à la taxe foncière sur les propriétés non bâties : 0,00 % ;
- cotisation foncière des entreprises : 0,00 %.

Chiffres clés Revenus et pauvreté des ménages en 2020 : médiane en 2020 du revenu disponible, par unité de consommation : 26 510 €.

## Économie

### Entreprises et commerces

#### Agriculture
- Culture de la vigne.
- Élevage de volailles.
- Élevage d'autres animaux.
- Culture de fruits à pépins et à noyau.

#### Tourisme
- Restauration traditionnelle.
- Hébergement touristique et autre hébergement de courte durée.
- Terrains de camping et parcs pour caravanes ou véhicules de loisirs.

#### Commerces
- Commerces de proximité.

## Population et société

### Démographie

#### Pyramide des âges
L'évolution du nombre d'habitants est connue à travers les recensements de la population effectués dans la commune depuis 1793. Pour les communes de moins de 10 000 habitants, une enquête de recensement portant sur toute la population est réalisée tous les cinq ans, les populations de référence des années intermédiaires étant quant à elles estimées par interpolation ou extrapolation. Pour la commune, le premier recensement exhaustif entrant dans le cadre du nouveau dispositif a été réalisé en 2008.

En 2022, la commune comptait 2 435 habitants, en évolution de +0,12 % par rapport à 2016 (Bas-Rhin : +3,17 %, France hors Mayotte : +2,11 %).
| 1793  | 1800  | 1806  | 1821  | 1831  | 1836  | 1841  | 1846  | 1851  |
| ----- | ----- | ----- | ----- | ----- | ----- | ----- | ----- | ----- |
| 1 878 | 1 758 | 2 207 | 2 237 | 2 345 | 2 317 | 2 126 | 2 088 | 1 985 |

| 1856  | 1861  | 1866  | 1871  | 1875  | 1880  | 1885  | 1890  | 1895  |
| ----- | ----- | ----- | ----- | ----- | ----- | ----- | ----- | ----- |
| 1 920 | 1 844 | 1 802 | 1 632 | 1 646 | 1 549 | 1 561 | 1 481 | 1 413 |

| 1900  | 1905  | 1910  | 1921  | 1926  | 1931  | 1936  | 1946  | 1954  |
| ----- | ----- | ----- | ----- | ----- | ----- | ----- | ----- | ----- |
| 1 335 | 1 302 | 1 303 | 1 189 | 1 233 | 1 196 | 1 151 | 1 158 | 1 184 |

| 1962  | 1968  | 1975  | 1982  | 1990  | 1999  | 2006  | 2008  | 2013  |
| ----- | ----- | ----- | ----- | ----- | ----- | ----- | ----- | ----- |
| 1 172 | 1 154 | 1 407 | 1 663 | 1 892 | 2 107 | 2 338 | 2 401 | 2 412 |

| 2018  | 2022  | - | - | - | - | - | - | - |
| ----- | ----- | - | - | - | - | - | - | - |
| 2 442 | 2 435 | - | - | - | - | - | - | - |

### Enseignement
Établissements d'enseignements :
- Écoles maternelle et primaire.
- Collèges à Urmatt, Rosheim, Barr, Obernai.
- Lycées à  Urmatt, Obernai, Barr, Niedernai.

### Santé
Professionnels et établissements de santé :
- Médecins à Bœrsch, Rosheim, Bischoffsheim,
- Pharmacies à Rosheim, Bischoffsheim, Ottrott, Obernai,
- Hôpitaux à Rosheim, Obernai, Mutzig.

### Cultes
- Culte catholique, Communauté de paroisses du Mont Sainte-Odile[42], Diocèse de Strasbourg.
- Culte protestant, Consistoire de Barr[43].

## Jumelages
- Châtel (France).
- Ohlsbach (Allemagne).

## Personnalités liées à la commune
- Carl Georg Müller est un auteur du théâtre alsacien, né en 1796 à Rosheim, notaire puis maire de Bœrsch de 1830 à 1848. Il est mort le 1er octobre 1879, à Bœrsch.
- Charles-François-Xavier Müller, journaliste, né à Bœrsch le 8 mai 1823.
- Charles Spindler, peintre et marqueteur, né en 1865.
- Paul Spindler, peintre et marqueteur, né en 1906. Il reprendra l'atelier de marqueterie de son père Charles.
- Anselme Laugel, grand mécène alsacien, est mort à Saint-Léonard le 29 juillet 1928.
- Bob Wollek, pilote automobile (30 participations aux 24 Heures du Mans), est inhumé à Klingenthal.

## Patrimoine

### Église Saint-Médard de Bœrsch
Flanquée d'une tour de chœur en partie romane (premier étage du XIIe siècle). L'étage inférieur du clocher est du XIVe siècle. À l'intérieur du clocher il y a des restes d'une belle fresque du XIVe siècle, représentant le Christ en croix entre la Vierge et saint Jean. L'intérieur de la tour correspond au chœur de l'ancienne église, détruite et brûlée en 1385. L'édifice actuel date du  XVIIIe siècle. Derrière le maître-autel, on trouve un tableau peint par Heimlich en 1773 représentant saint Brice bénissant la cité, entouré de remparts, tels qu'on pouvait les voir au XVIIIe siècle. Les autels latéraux sont consacrés à la Vierge et à saint Sébastien.
Grand orgue église paroissiale Saint-Médard, Edmond Alexandre Roethinger, 1928,.

### Chapelle Notre-Dame des Neiges au Chêne de Saint-Léonard
Cette chapelle fut restaurée en 1933, faisant suite à l'édifice construit en 1862 qui était délabré. Sur le même emplacement existait une ancienne chapelle datée de 1694 construite par le chanoine Willaume, et qui a sans doute été rasée au cours de la Révolution.

### Chapelle du cimetière (1862)
La chapelle du cimetière date de 1862, comme la construction de la Chapelle Notre-Dame-des-Neiges-au-Chêne au hameau Saint-Léonard.

### Grotte de Lourdes
Grotte de Lourdes de l'église Saint-Médard,.

### Chapelle avec Mont des Oliviers

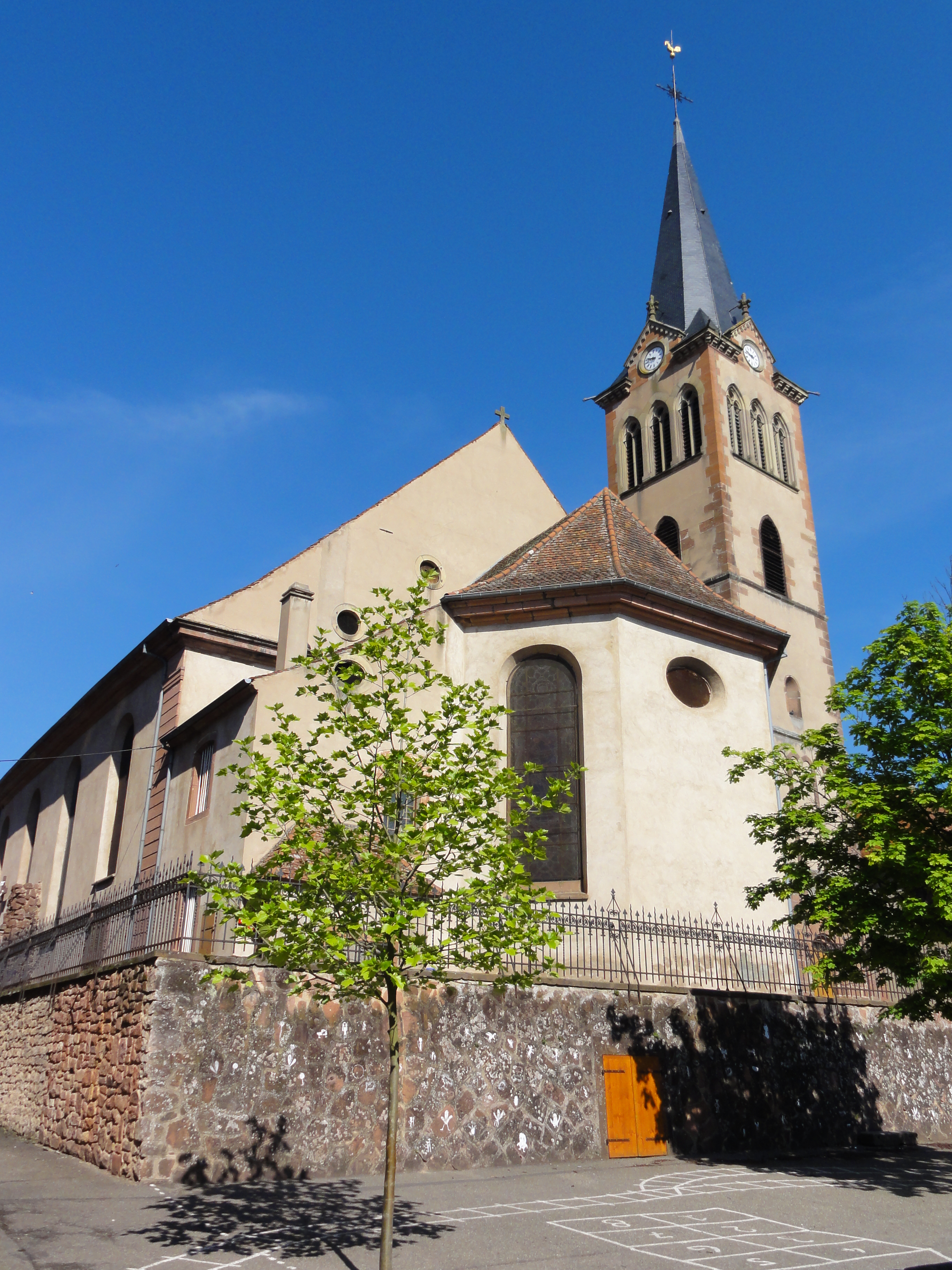
Église Saint-Médard
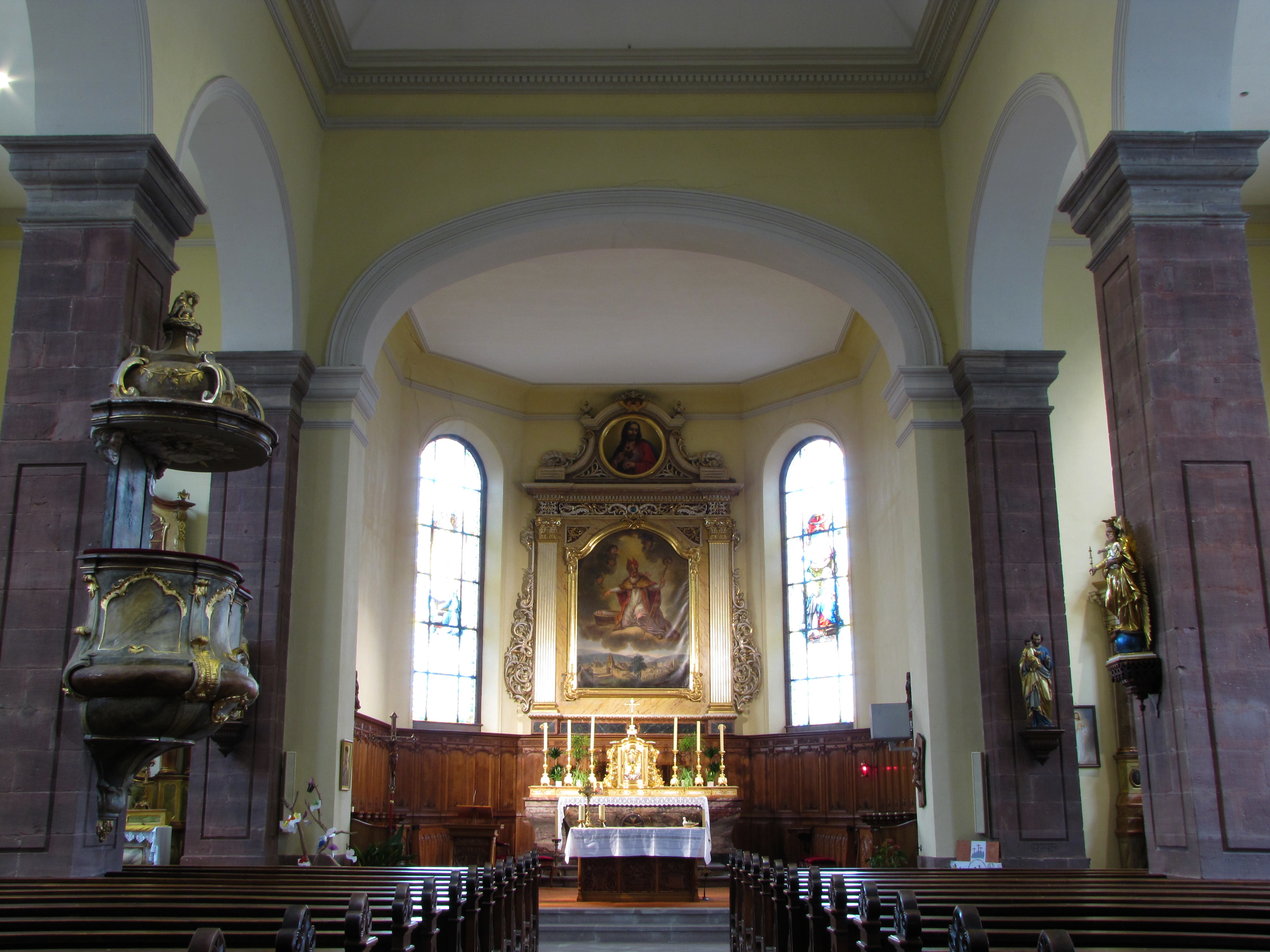
Vue intérieure de la nef vers le chœur
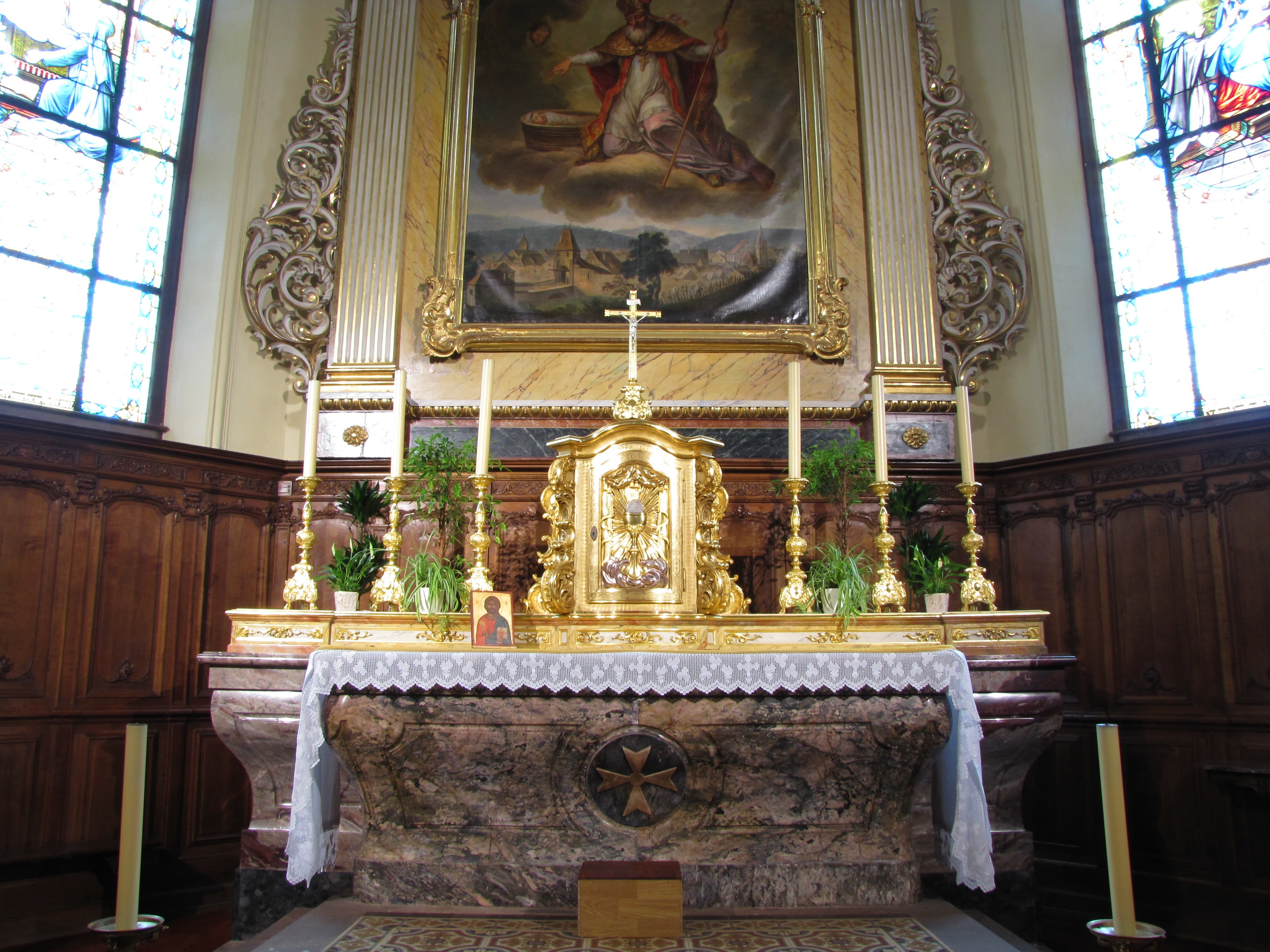
Maître-autel (XVIIIe)
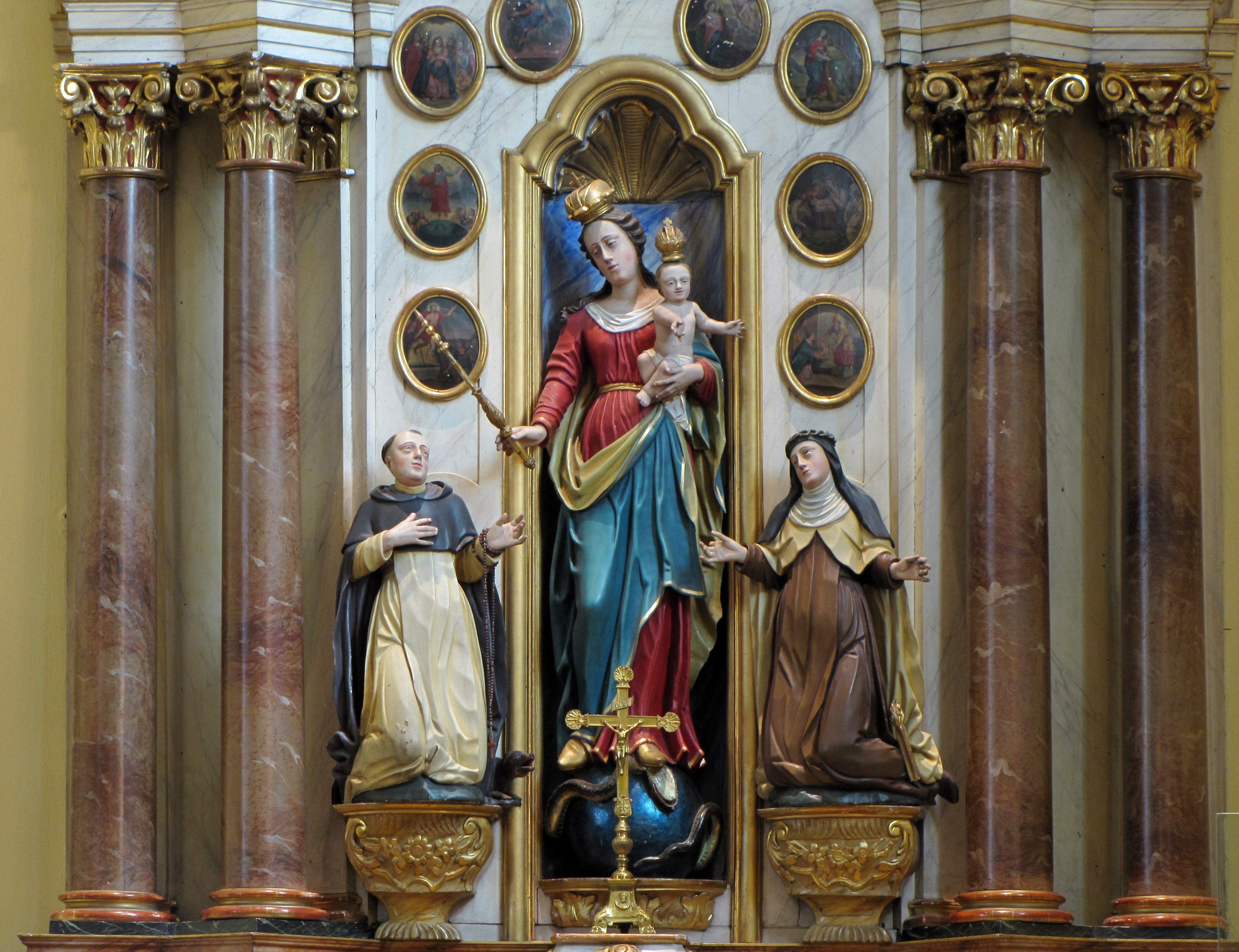
Autel secondaire de la Vierge (XVIIIe)
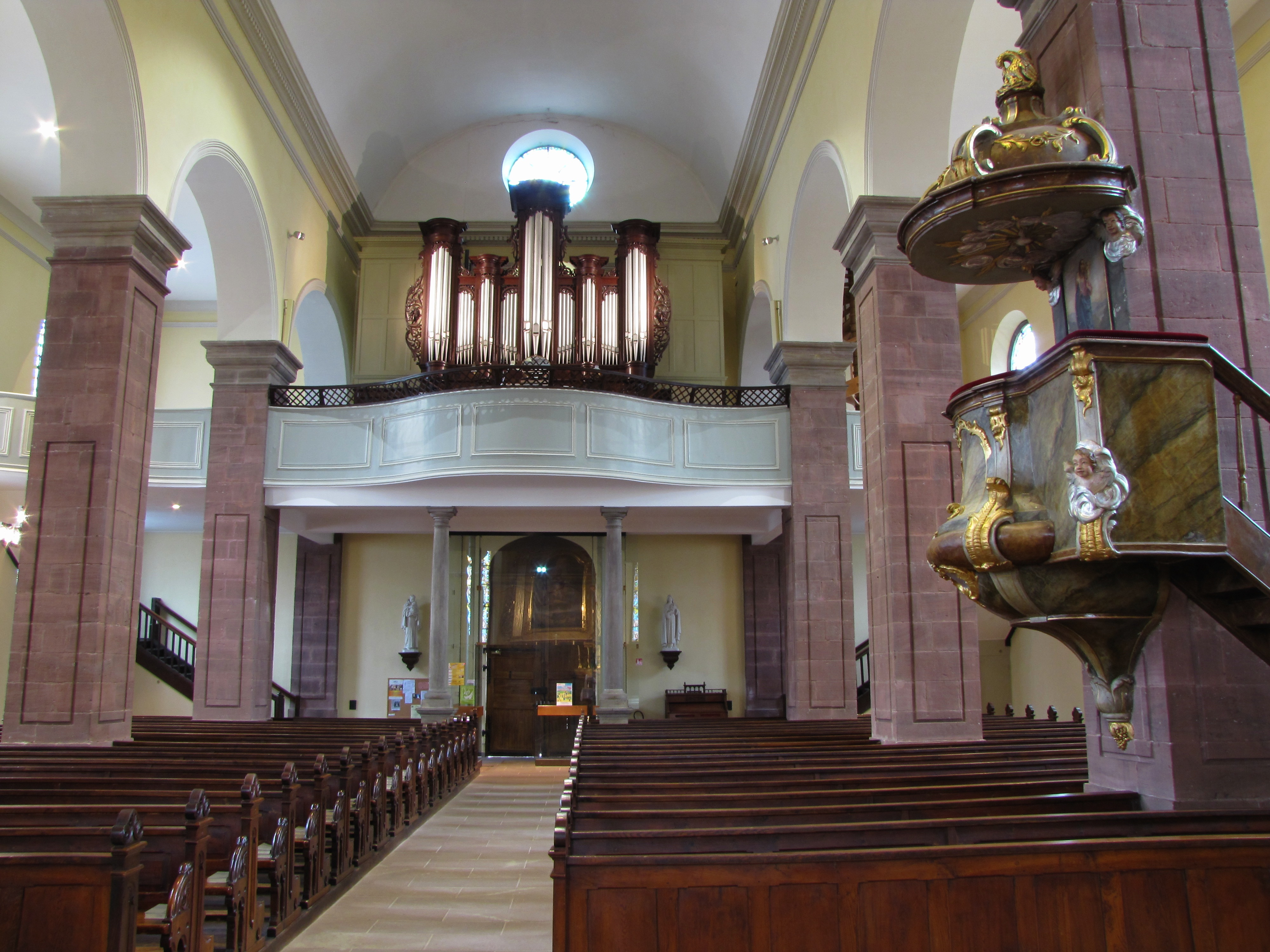
Vue intérieure de la nef vers la tribune d'orgue
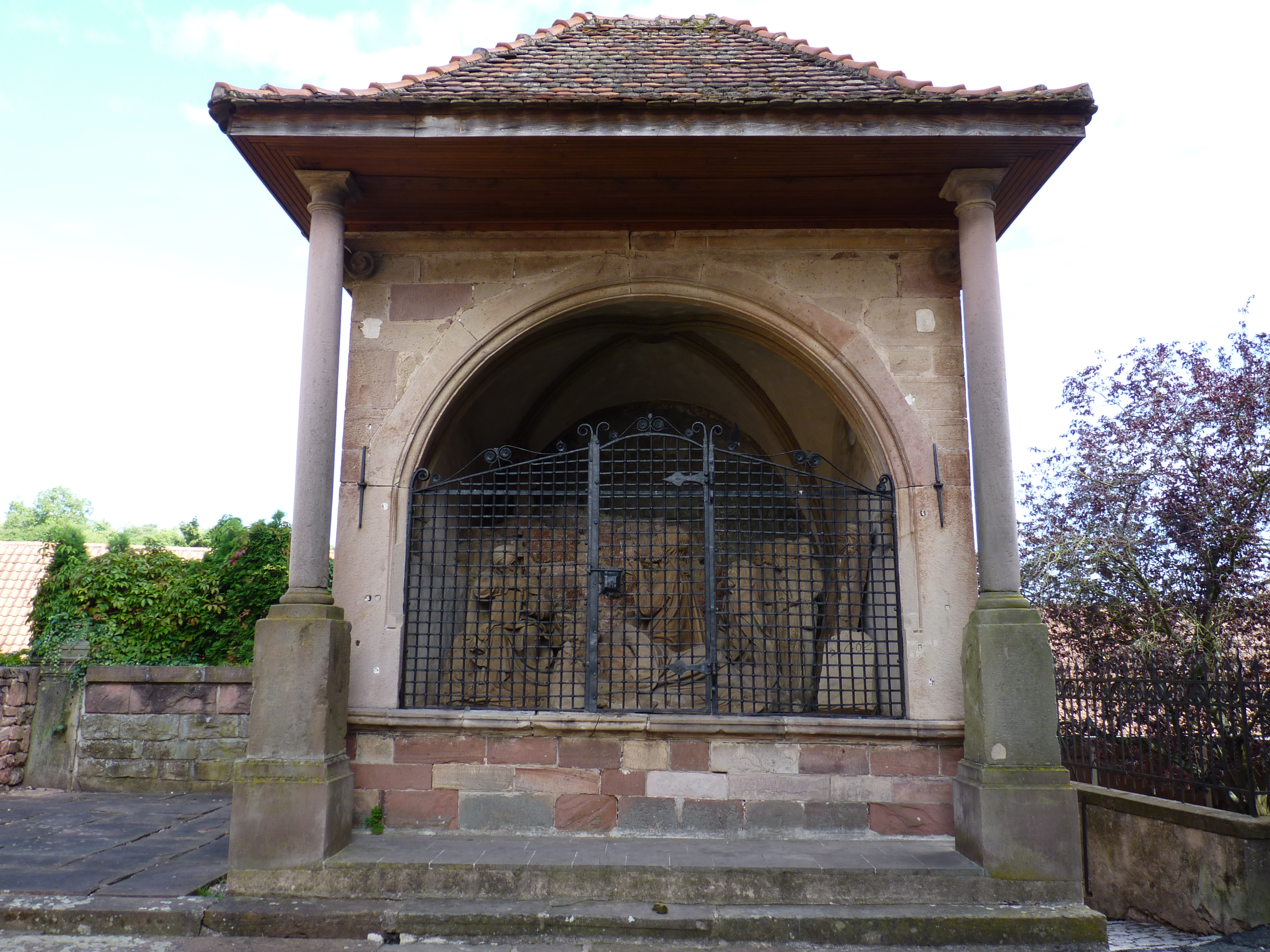
Chapelle avec Mont des Oliviers (1602)
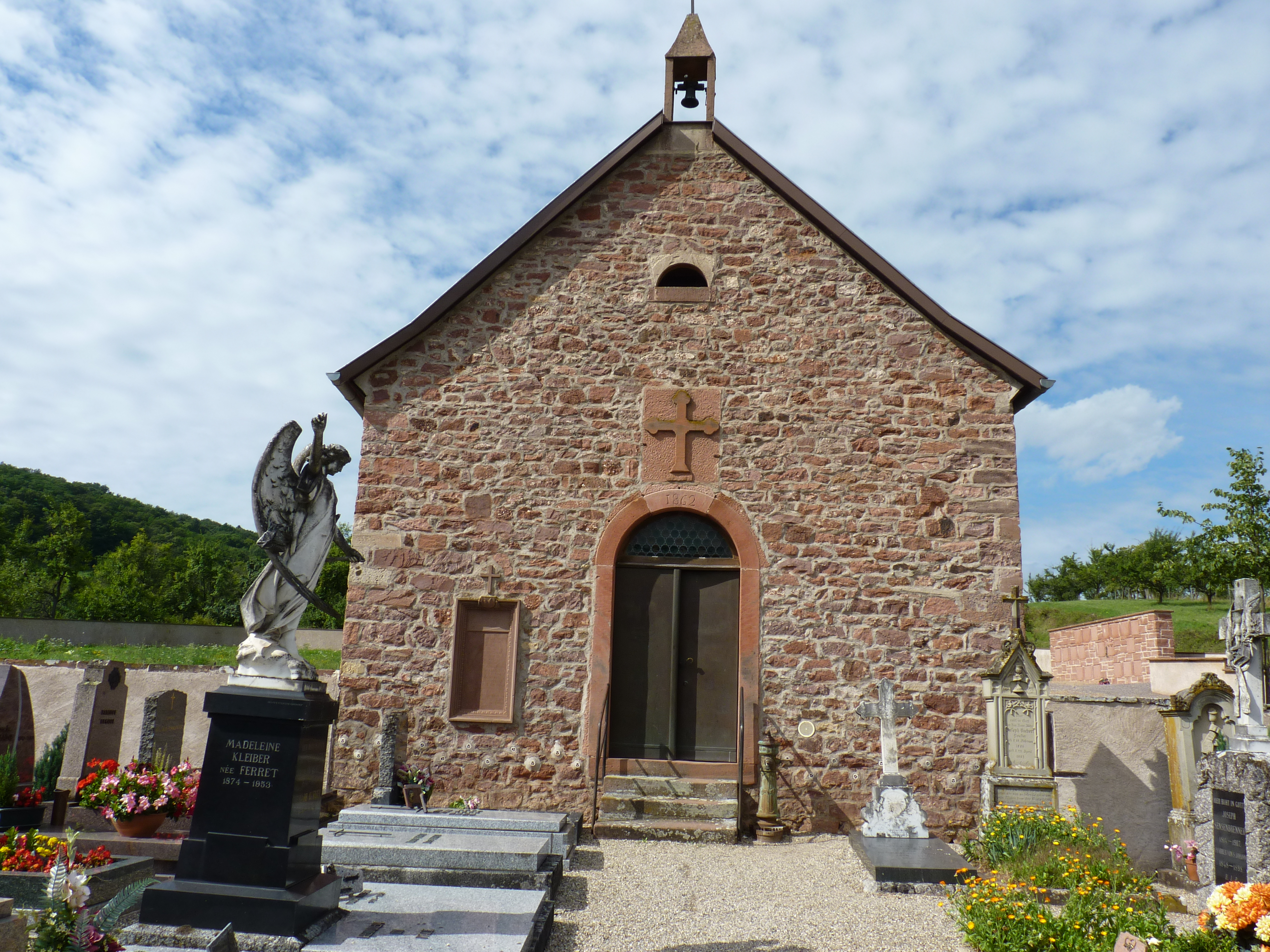
Chapelle du cimetière (1862)
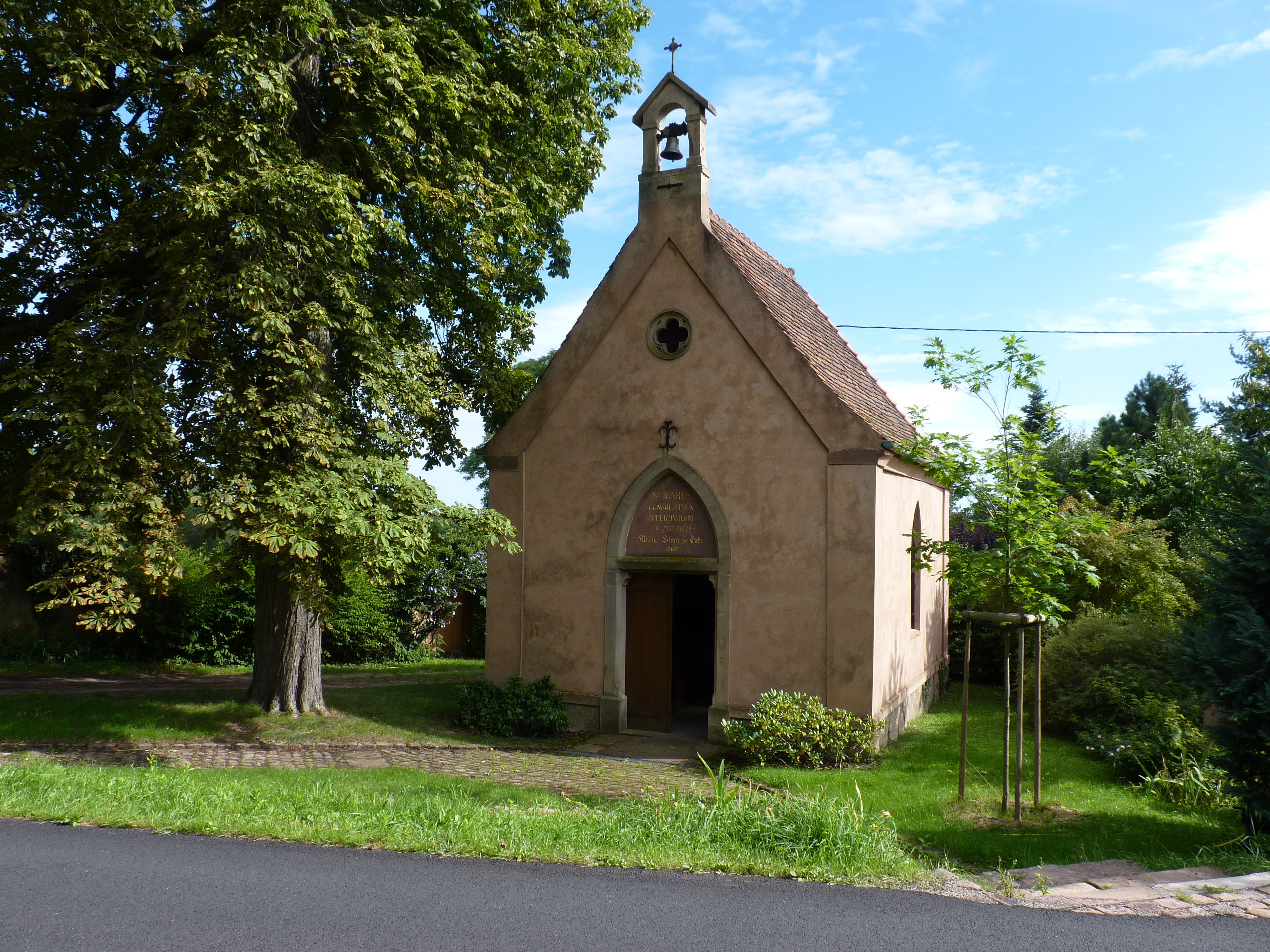
Chapelle Notre-Dame-des-Neiges-au-Chêne de Saint-Léonard (1862)
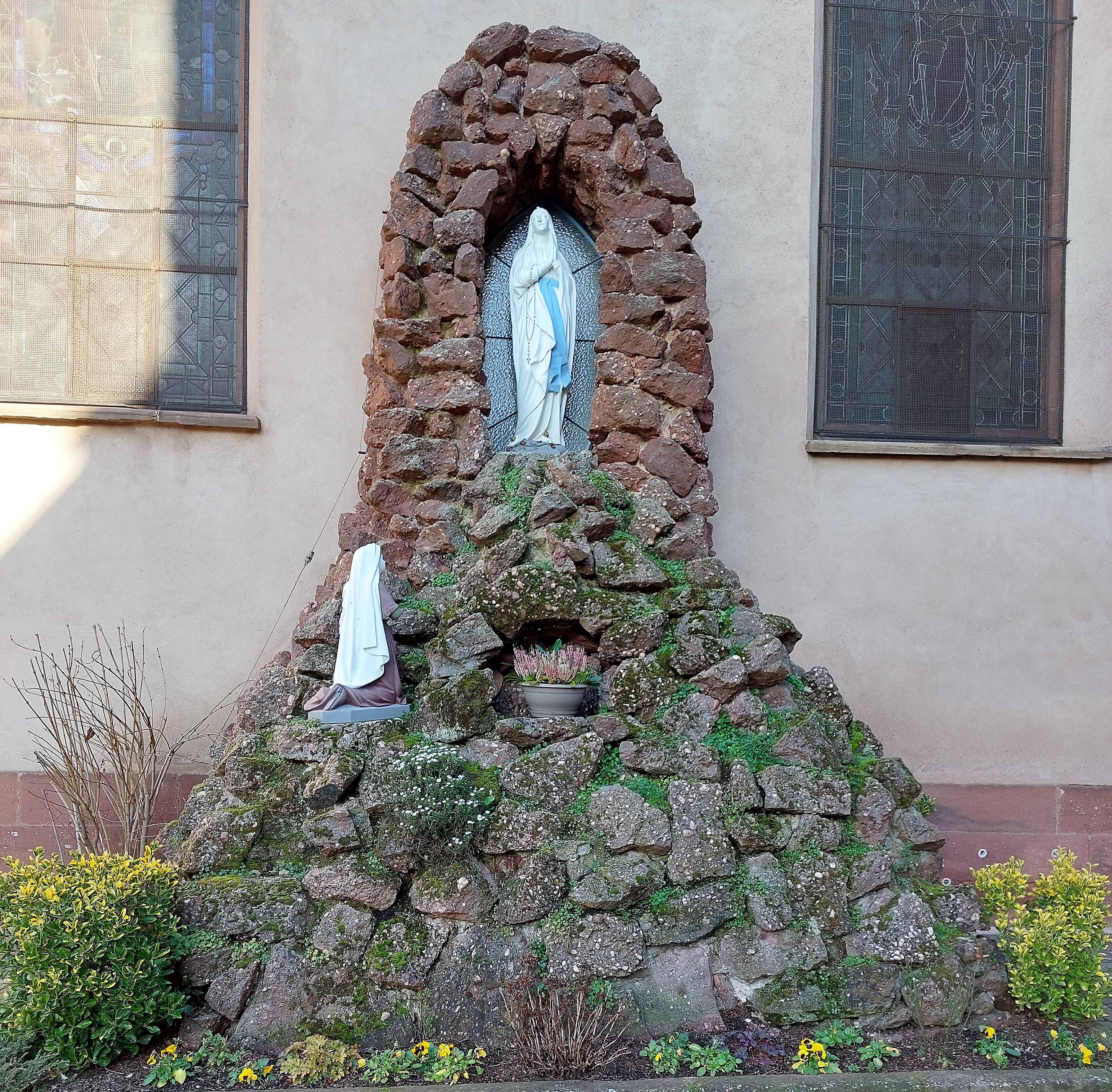
Grotte de Lourdes

### Mairie (XVIesiècle)
Édifice typiquement de la Renaissance construit au XVIe siècle, en deux étapes. C'est d'abord la partie nord qui est achevée, puis séparée de la seconde partie par une tour qui abrite un escalier hélicoïdal en pierre. Le rez-de-chaussée comporte alors une halle ouverte pour le marché. Au début du XVIIe siècle, un oriel à deux étages est ajouté par l'architecte Jakob Zumsteg. Il est ensuite recouvert d'un toit un peu bizarre en forme de bulbe en 1872. Au XVIIIe siècle le bâtiment est la résidence du bailli.
La tourelle porte la date de 1572 et l'oriel de 1615.

### Ratstube (1626)
Située 2, place de l'hôtel de ville, cette maison est bâtie en 1509. Détruite par les troupes de Ernst von Mansfeld en 1622, elle est reconstruite quatre ans plus tard par le Heimburger Médard Rein. Cette demeure sert d'abord de mairie puis de poêle pour la corporation des vignerons. Au XVIIIe siècle, elle abrite un restaurant.

### Puits à six seaux
Situé à côté de l'Hôtel de ville, le puits comporte une margelle circulaire couronnée d'un baldaquin sculpté. Il date de 1617.

### Anciennes portes d'entrées de Bœrsch duXIVesiècle
Quatre tours ou portes d'entrée munies d'un pont-levis contrôlaient l'accès de la ville. Les restes d'un chemin de ronde couvert d'une largeur de 90 centimètres environ sont encore visibles près de l'actuel cimetière. Trois tours subsistent encore aujourd'hui : la Tour-Haute, la Tour-Basse et la Tour-Arrière. La quatrième appelée « Pfaffentor » a été rasée en 1758 pour cause de vétusté et le mur d'enceinte a été rebouché à cet endroit.

#### Tour-Haute
La Tour-Haute, ou Obertor est située au sud de la ville. Elle a été amputée de sa partie supérieure en 1826 et n'a retrouvé son aspect original qu'à partir de 1907-1908. Elle a été décorée à la même époque d'une peinture de Dietrich représentant saint Médard, le patron de la paroisse.

#### Tour-Arrière
La Tour-Arrière ou Aftertor est située au nord de l'agglomération. Un puits se trouve à proximité près de l'escalier qui mène au chemin de ronde. Daté de 1564, il est peint par le célèbre illustrateur alsacien Hansi.

#### Tour-Basse ou des remparts
Tour contrôlant l'entrée ouest de la ville munie d'un pont-levis et  protégé par un rempart enserrant le village.

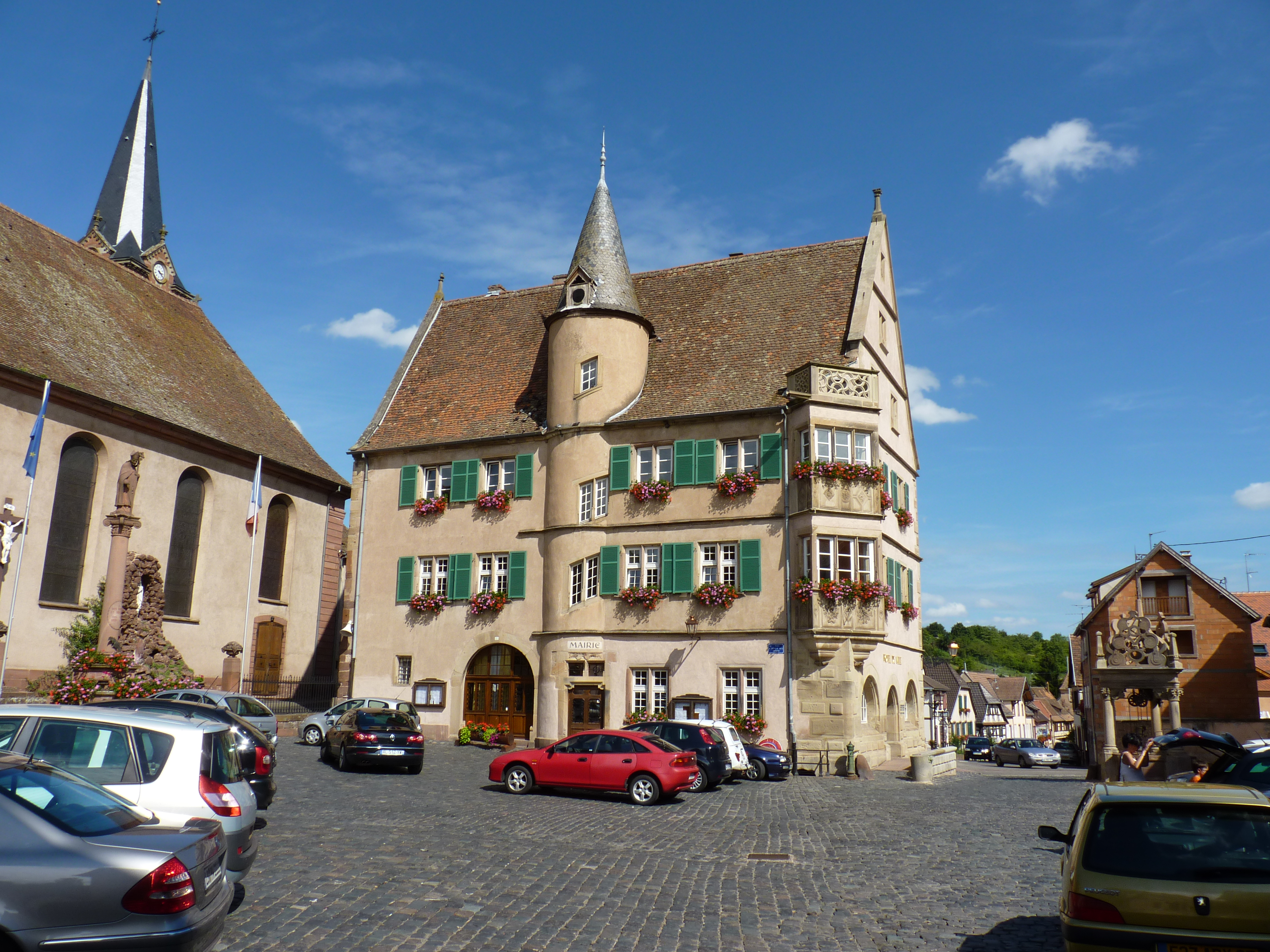
Mairie (XVIe siècle et XVIIe siècle)
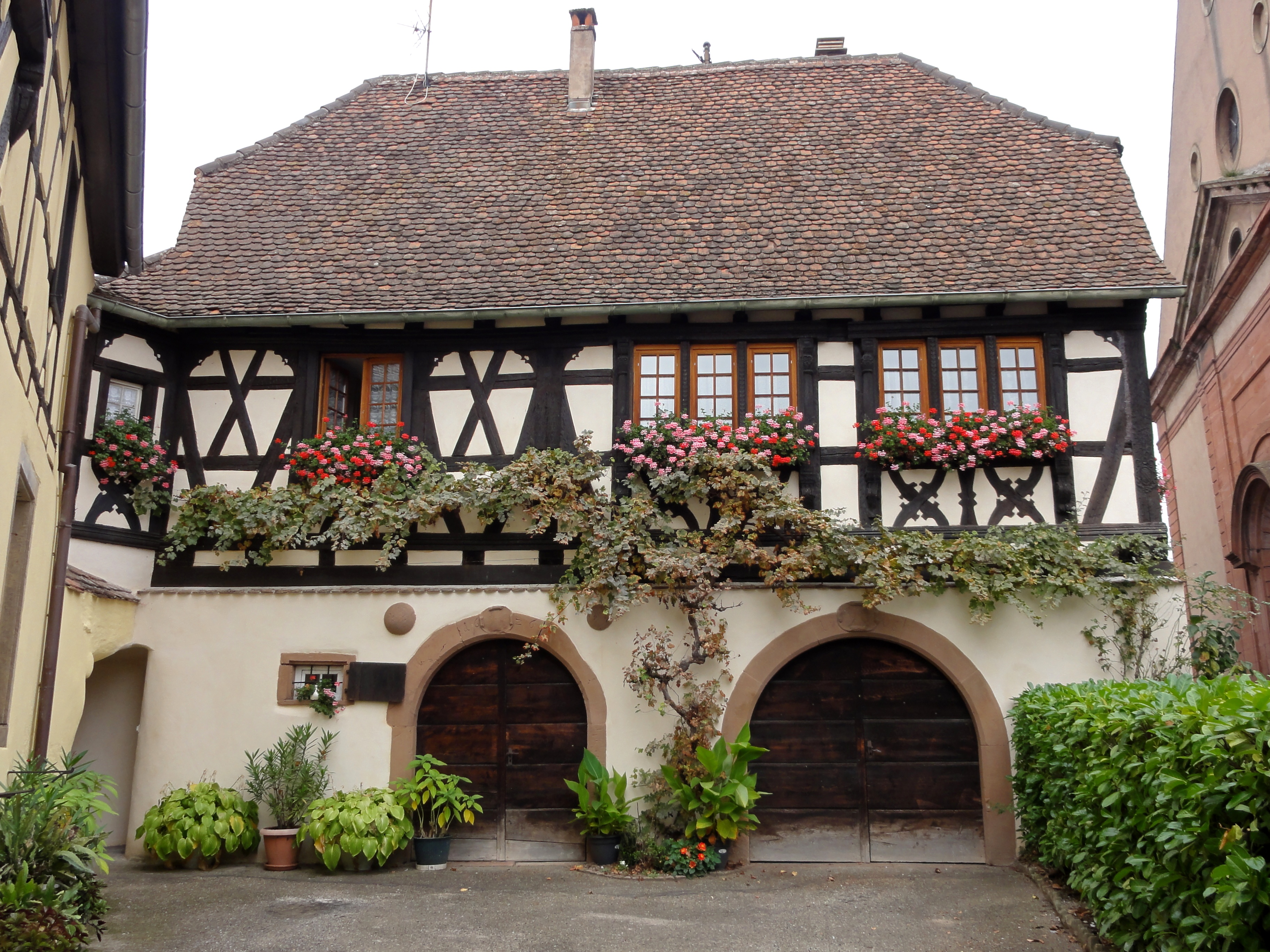
Ratstube (1626)
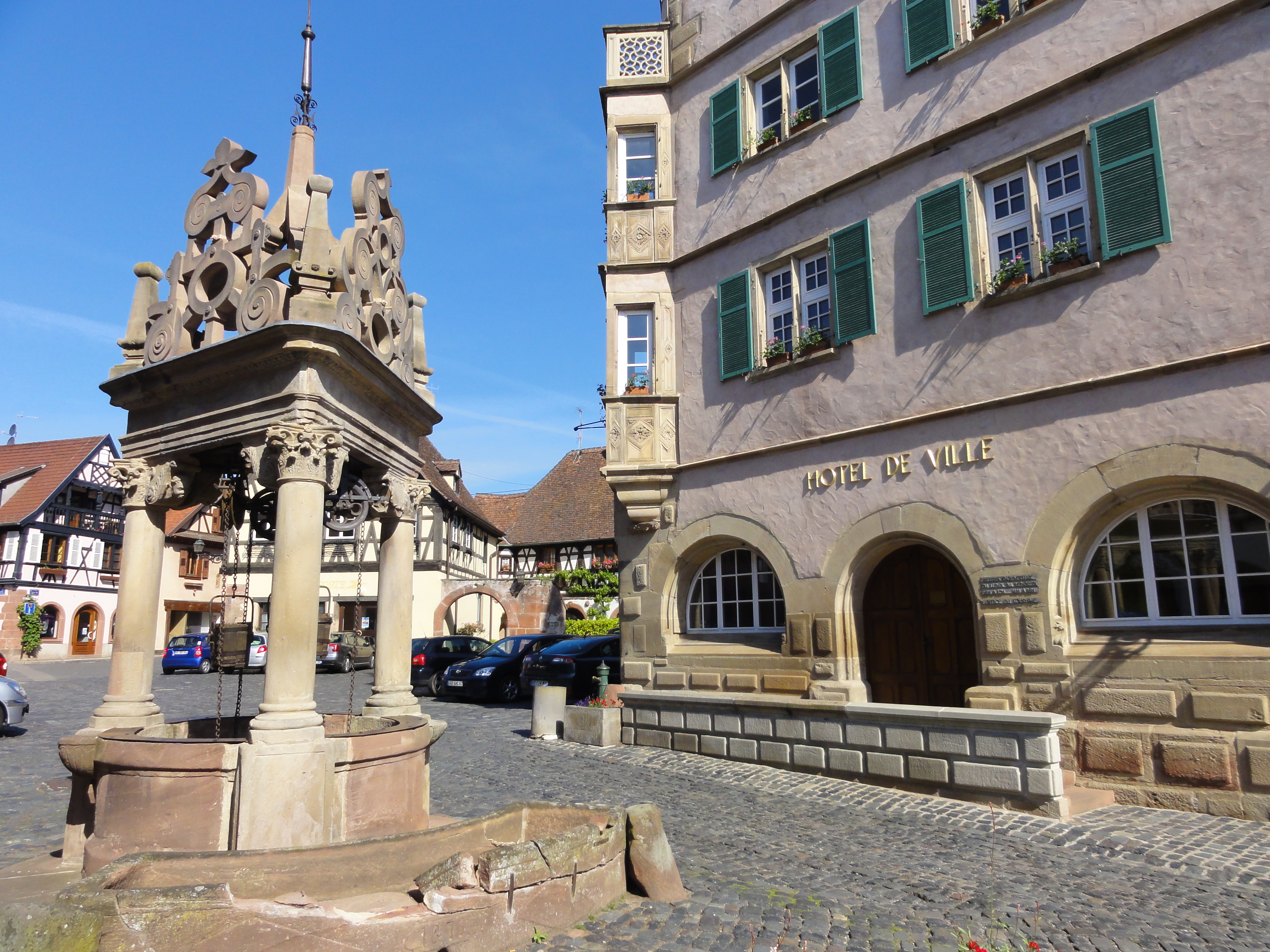
Puits à six seaux (1617)
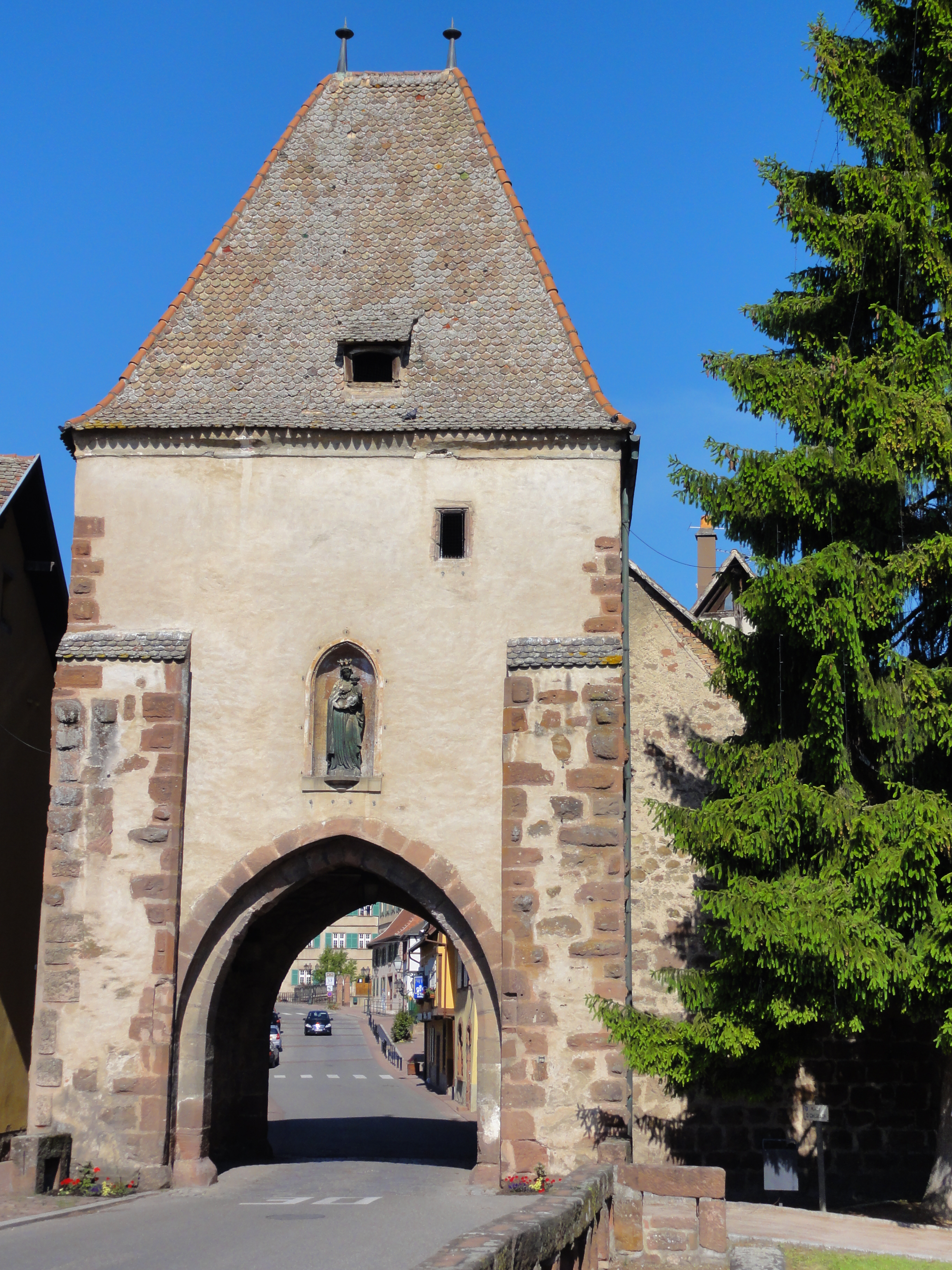
Tour-Basse ou des remparts
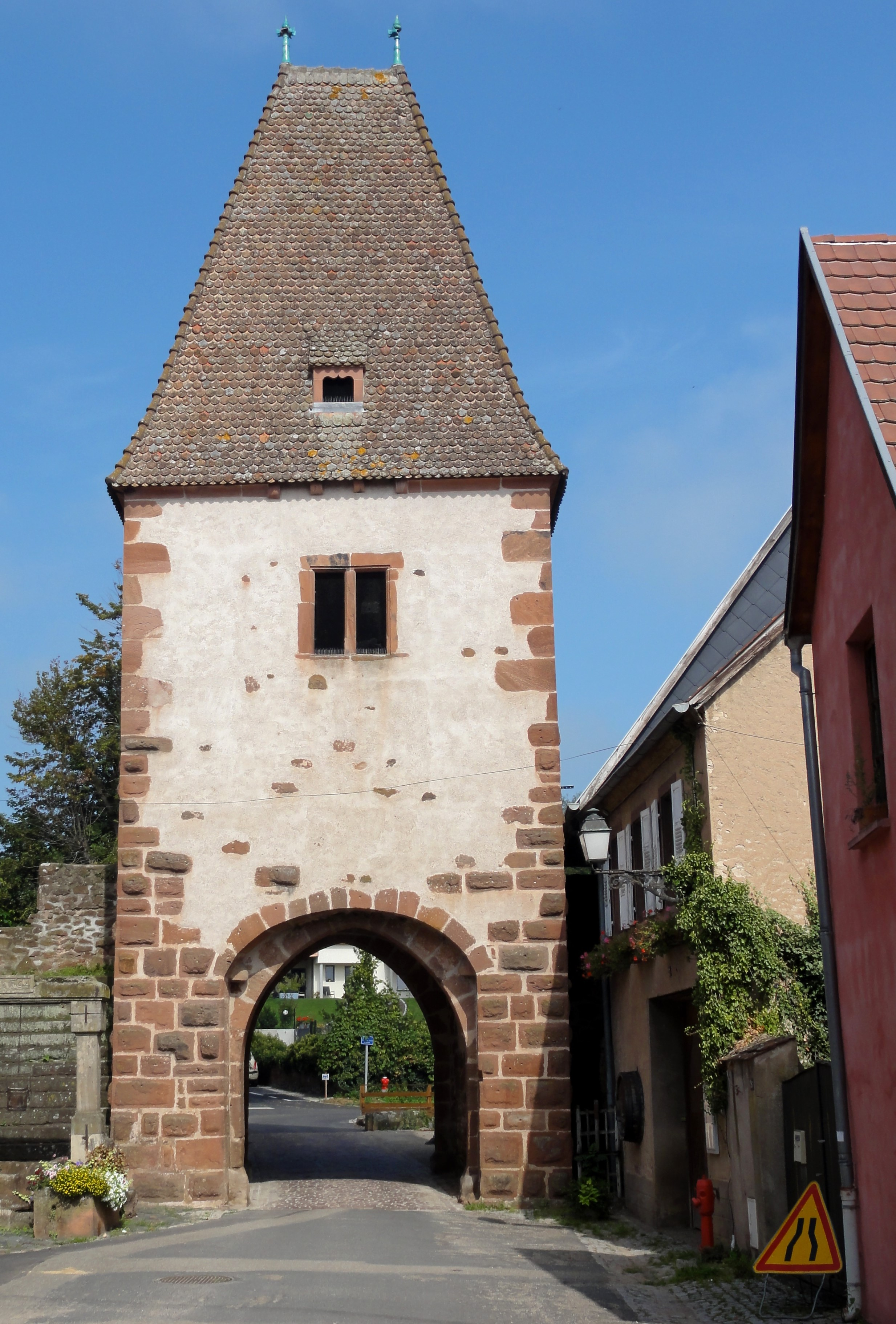
Tour-Arrière ou Aftertor
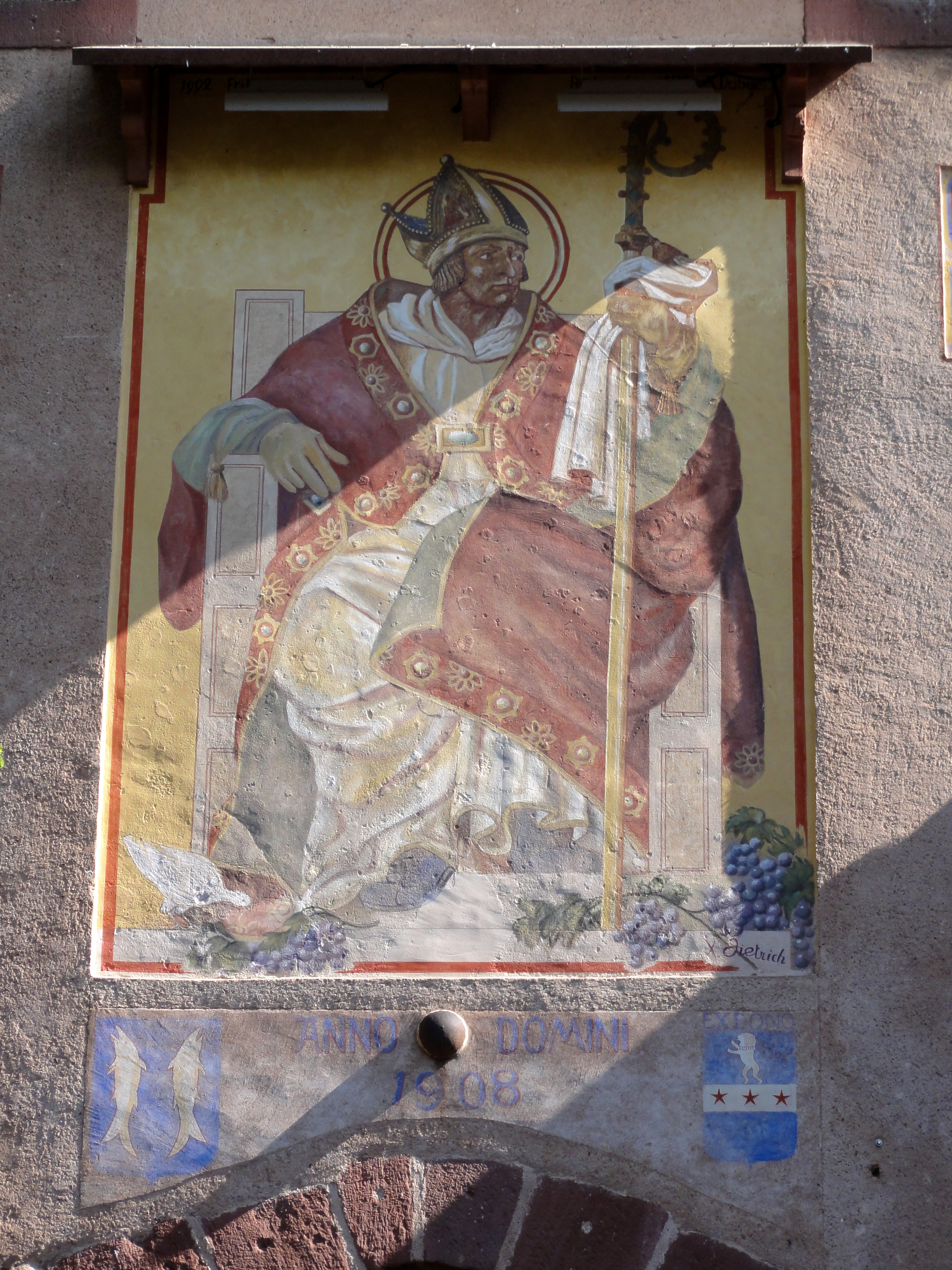
Fresque "St Médard" (XXe) sur Tour-Haute

#### Autres sites et monuments
Patrimoine civil :
- La commanderie (Maison du commandeur de l'ordre teutonique)[56].
- Monument aux morts[57] : Conflits commémorés : Guerres 1914-1918 - 1939-1945[58].
- La maison des corps de garde de Bœrsch[59].
- Le puits dans la cour de l'ancienne Chartreuse de 1565[60].
- Cour du chapitre (porte) 1611 à Saint-Léonard.
- Cloche de 1536.
- Ancien presbytère du curé, transformé en "Maison de la Culture et de la Jeunesse" (MJC).
- Maison du XVIe siècle en pan de bois, située 15 rue du Rempart.
- Maison de chanoine (XVIIe siècle) en pierre enduite à Saint-Léonard.
- Lavoir[61].
- Jardin de la Fondation Goethe[62].
- Jardin philosophe. En 2012, il a reçu le label Jardin remarquable[63].
- Domaine de la Leonardsau[64].

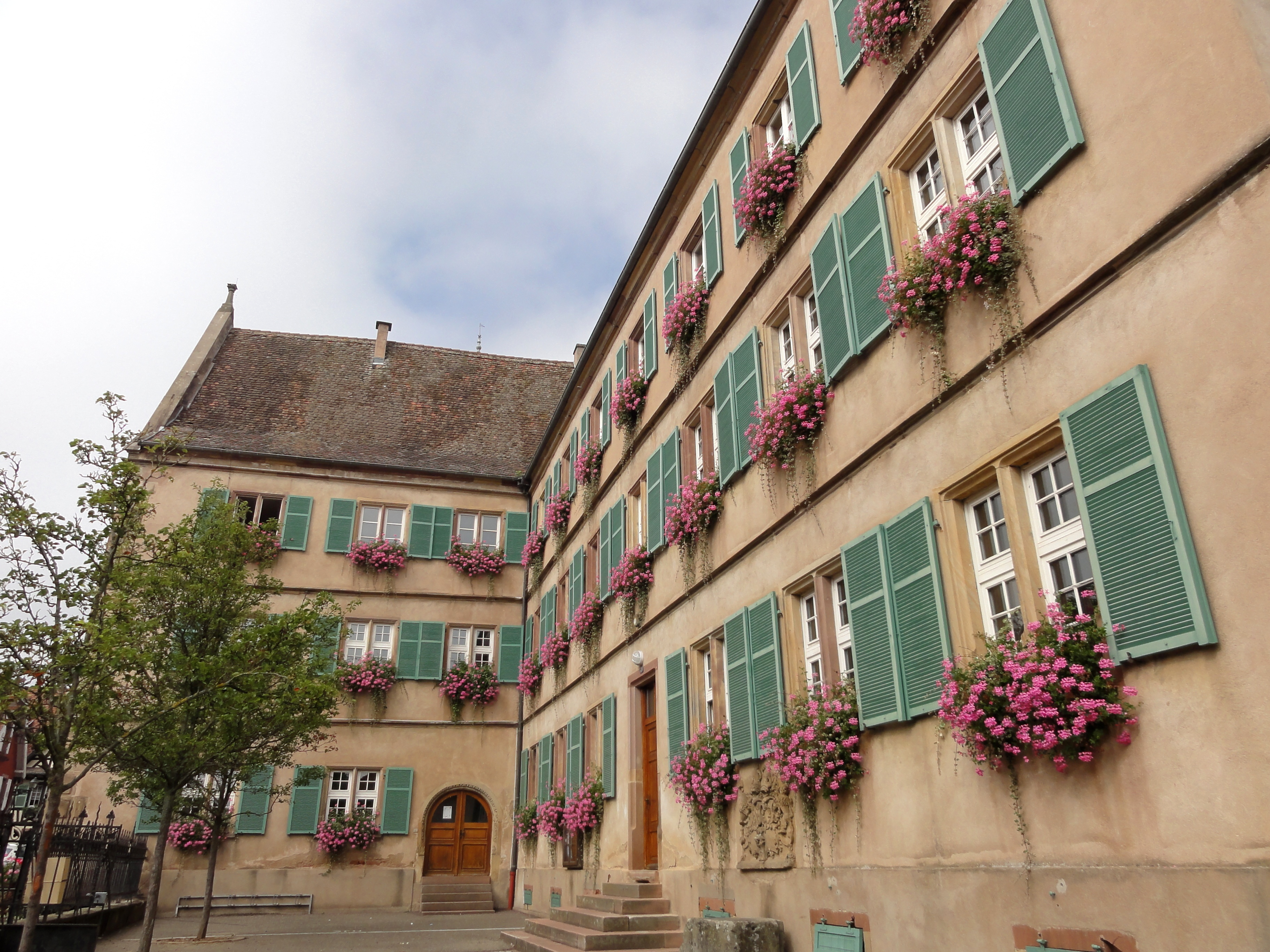
École primaire (XIXe siècle)
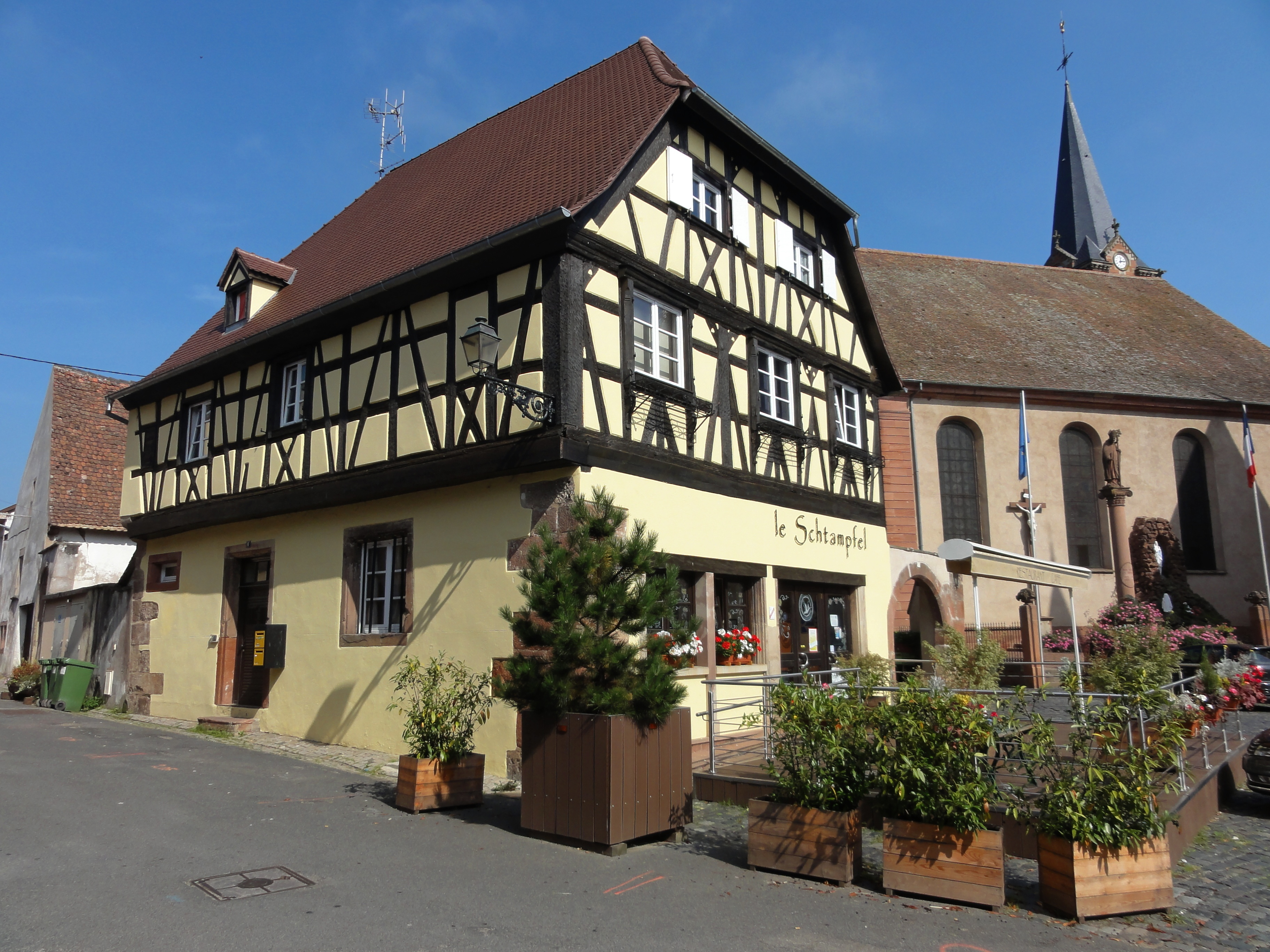
Ancienne école (XVIIe siècle), actuellement maison, 1 rue du Rempart
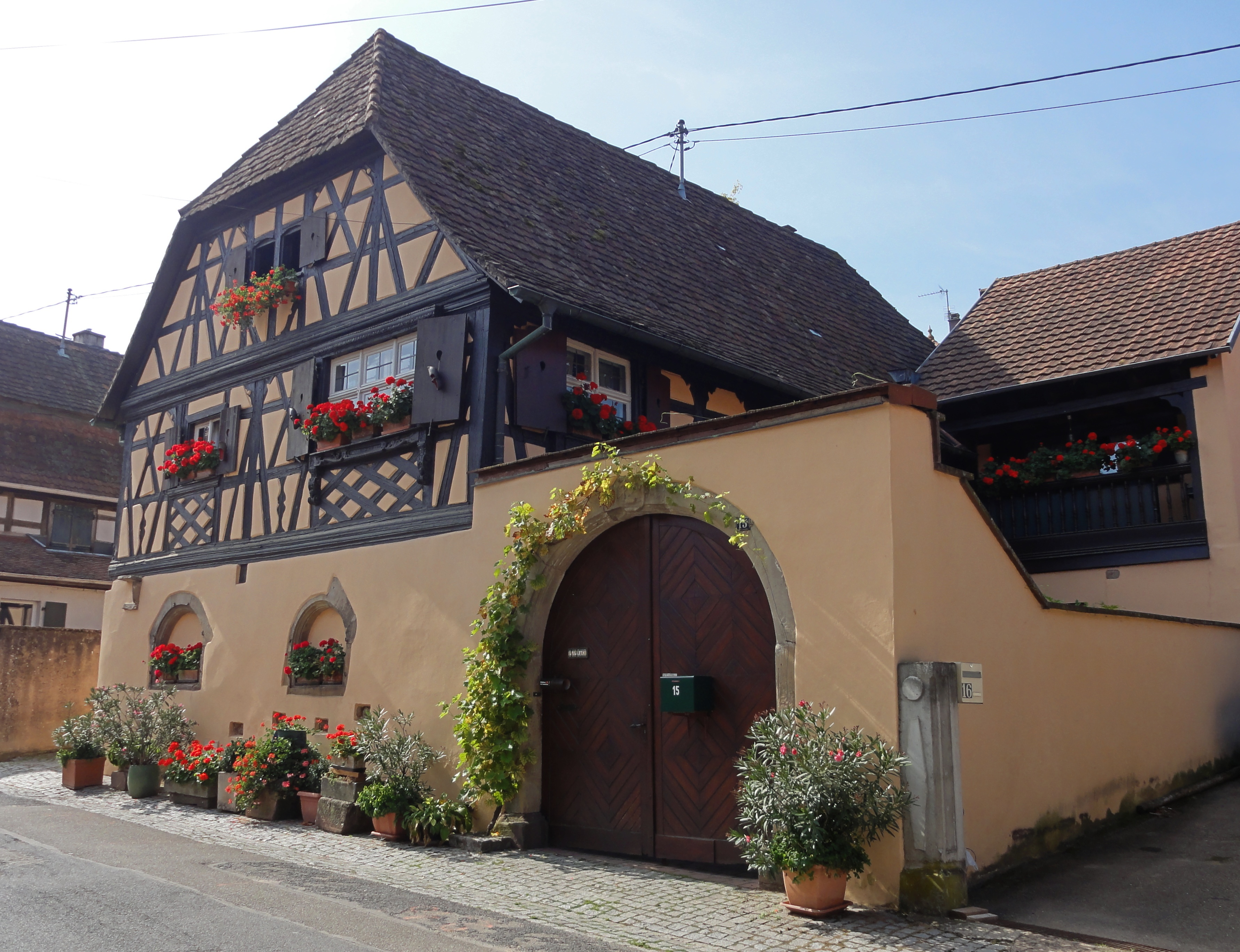
Maison (XVIIe siècle), 15 rue du Rempart
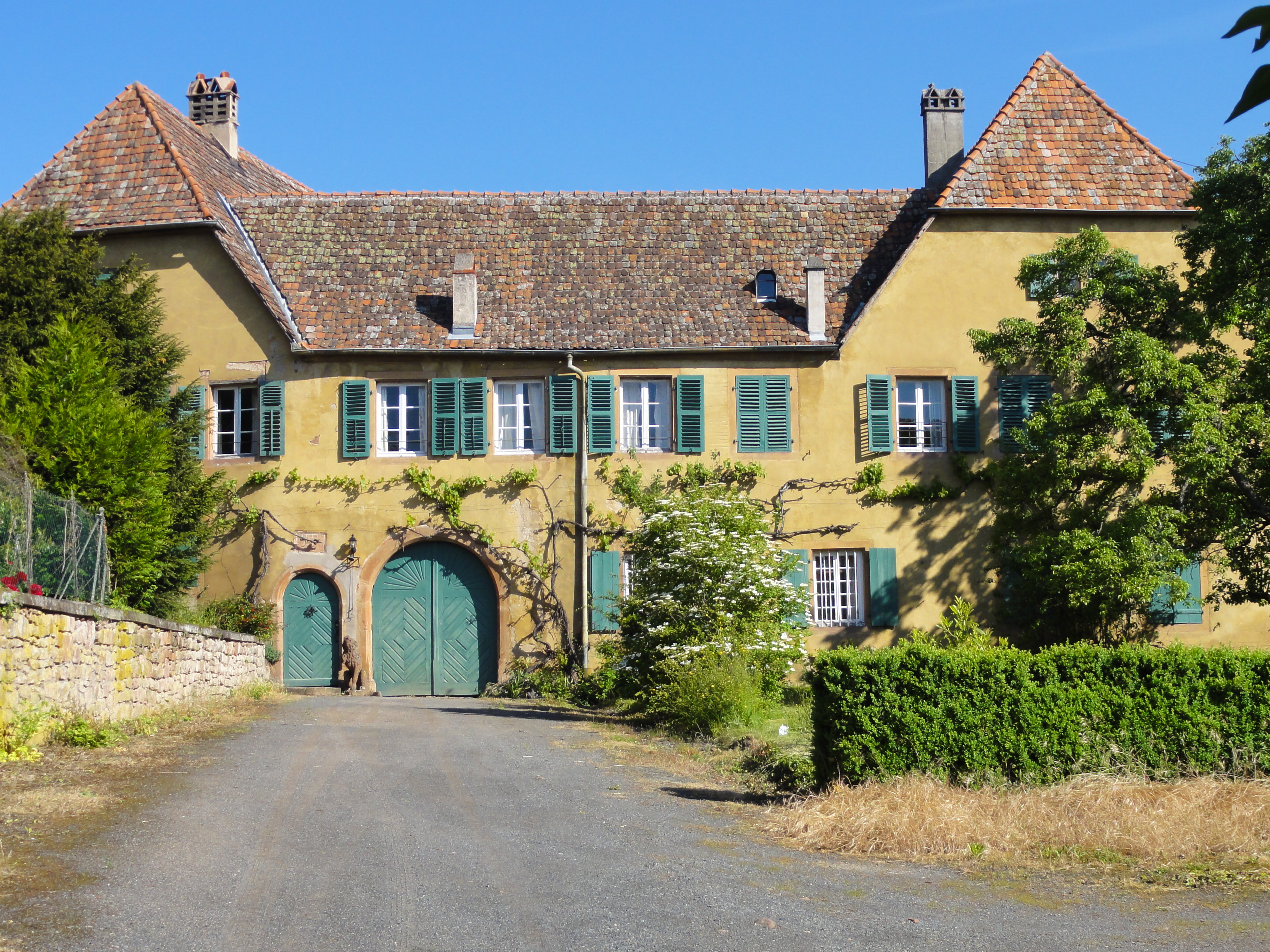
Ancienne maison du Commandeur de l'Ordre teutonique (XVe siècle), 4 rue du Dôme
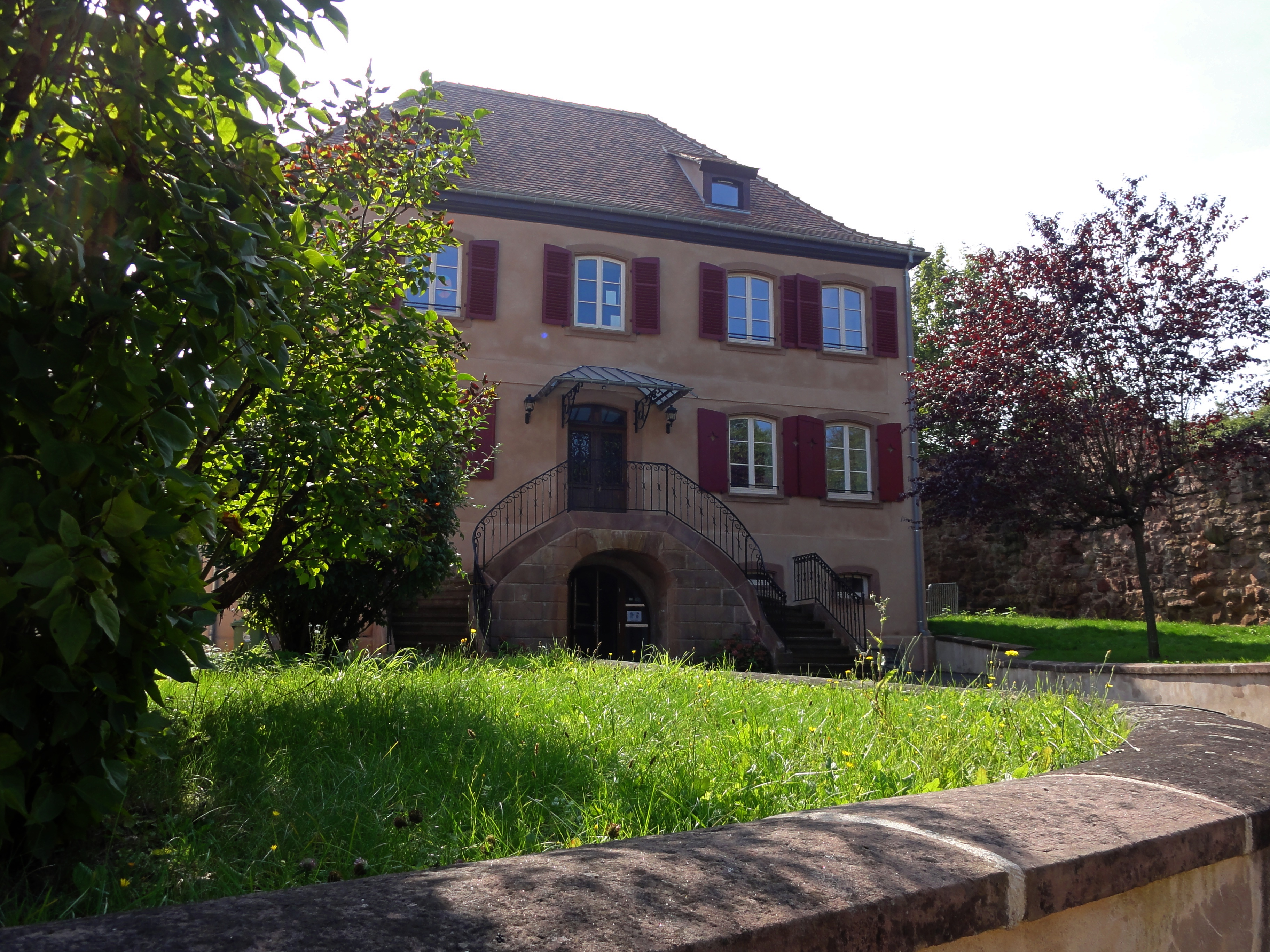
Ancien presbytère (1739), 5 rue du Dôme
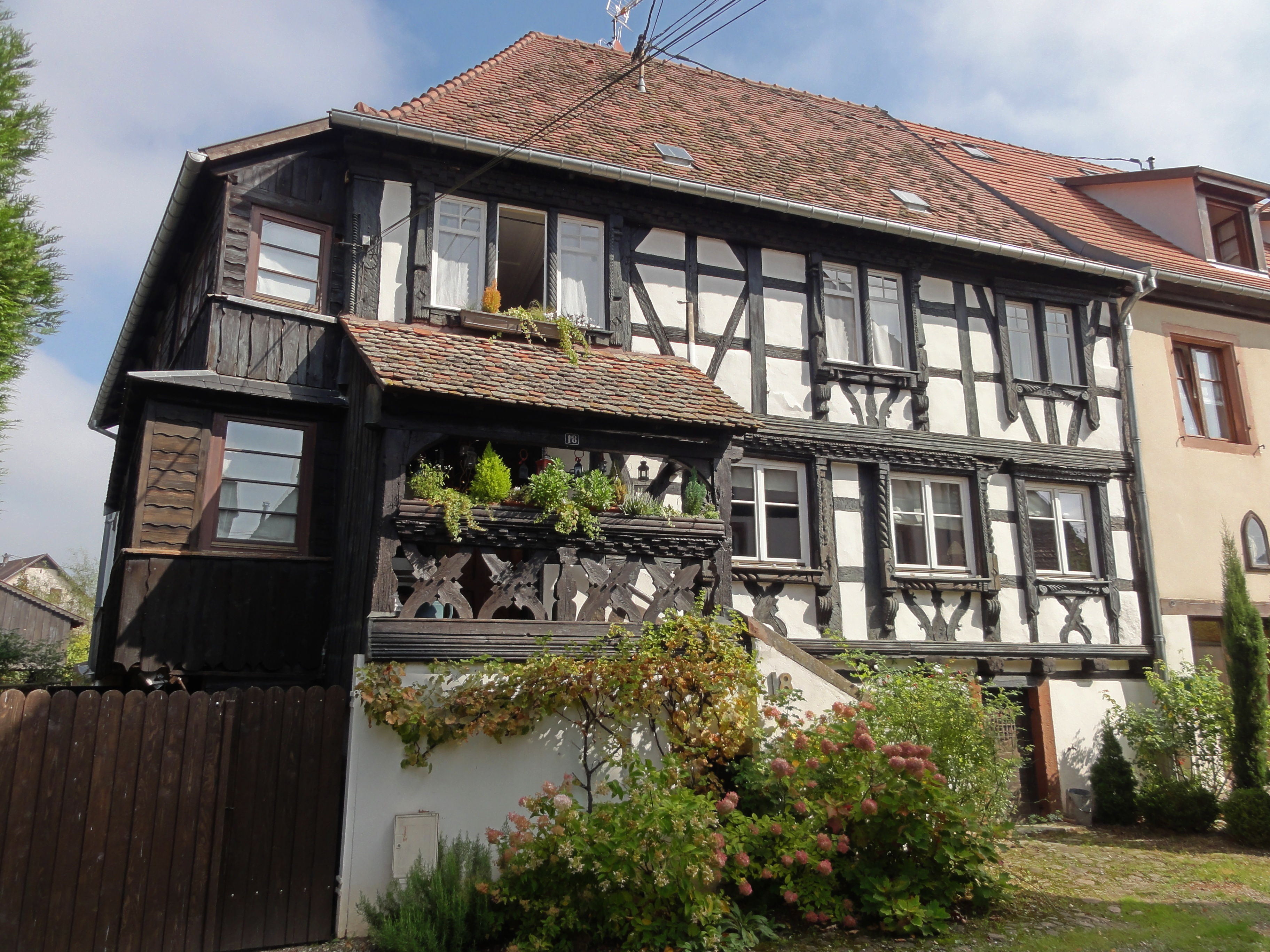
Maison (XVIIe siècle), 18 rue Sainte-Odile
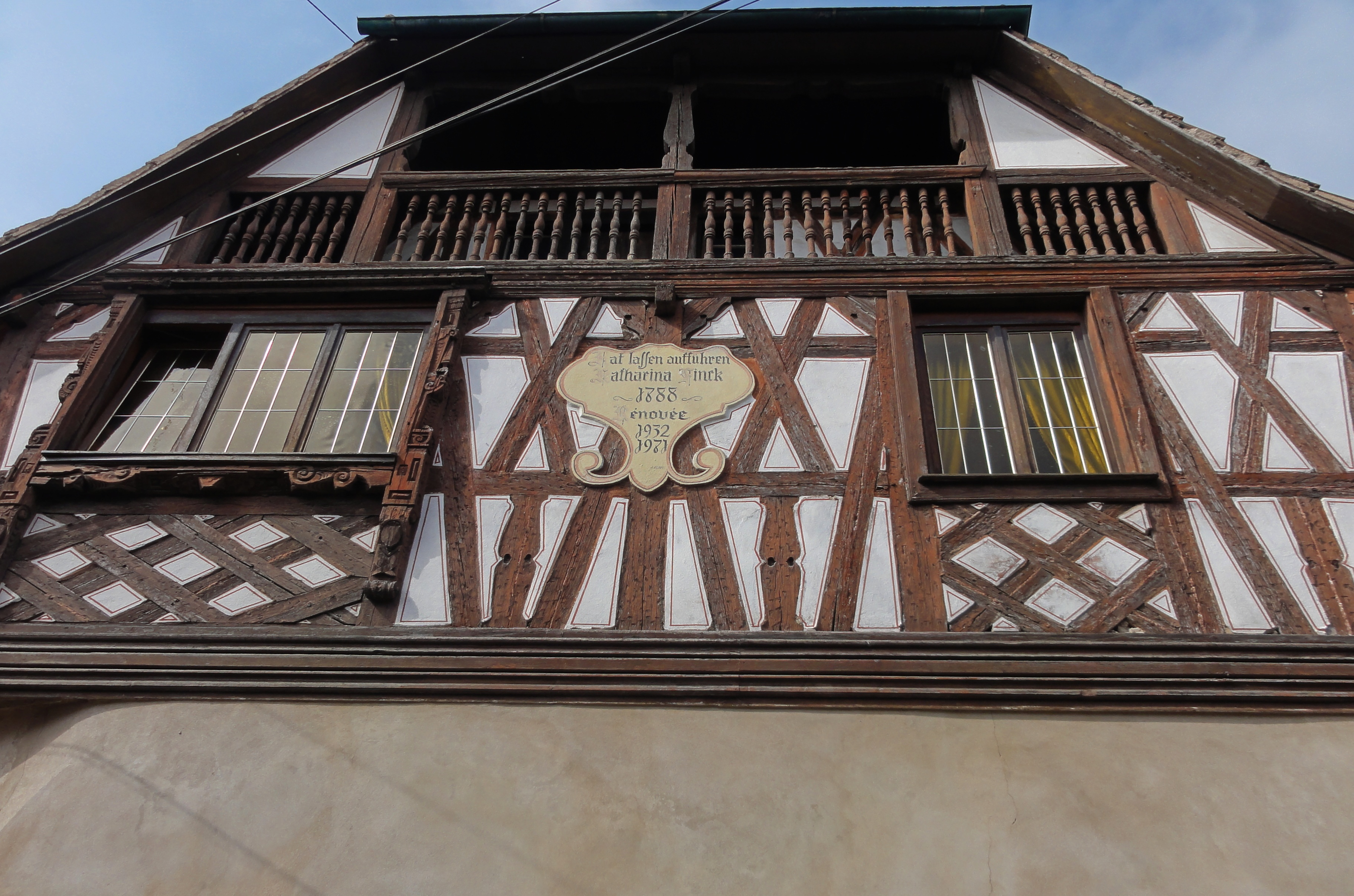
Maison (1788), 13 rue des Vosges
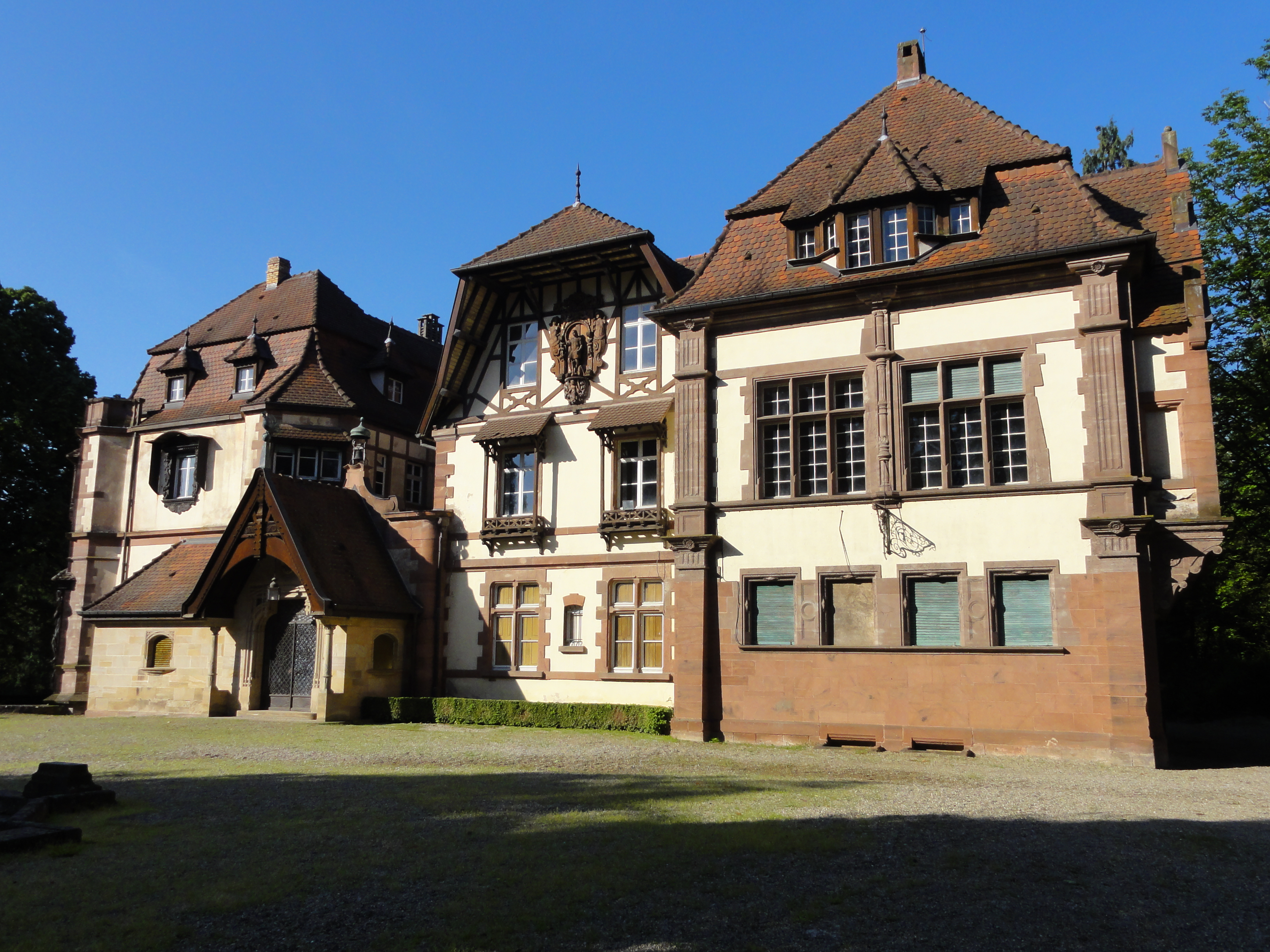
Domaine de la Leonardsau (1899-1921), situé sur le ban de Bœrsch et d'Obernai

## Cinéma
Boerscha servit de lieu de tournage pour :
- 1971 : La Décade prodigieuse de Claude Chabrol